# Cetatea Șcheia

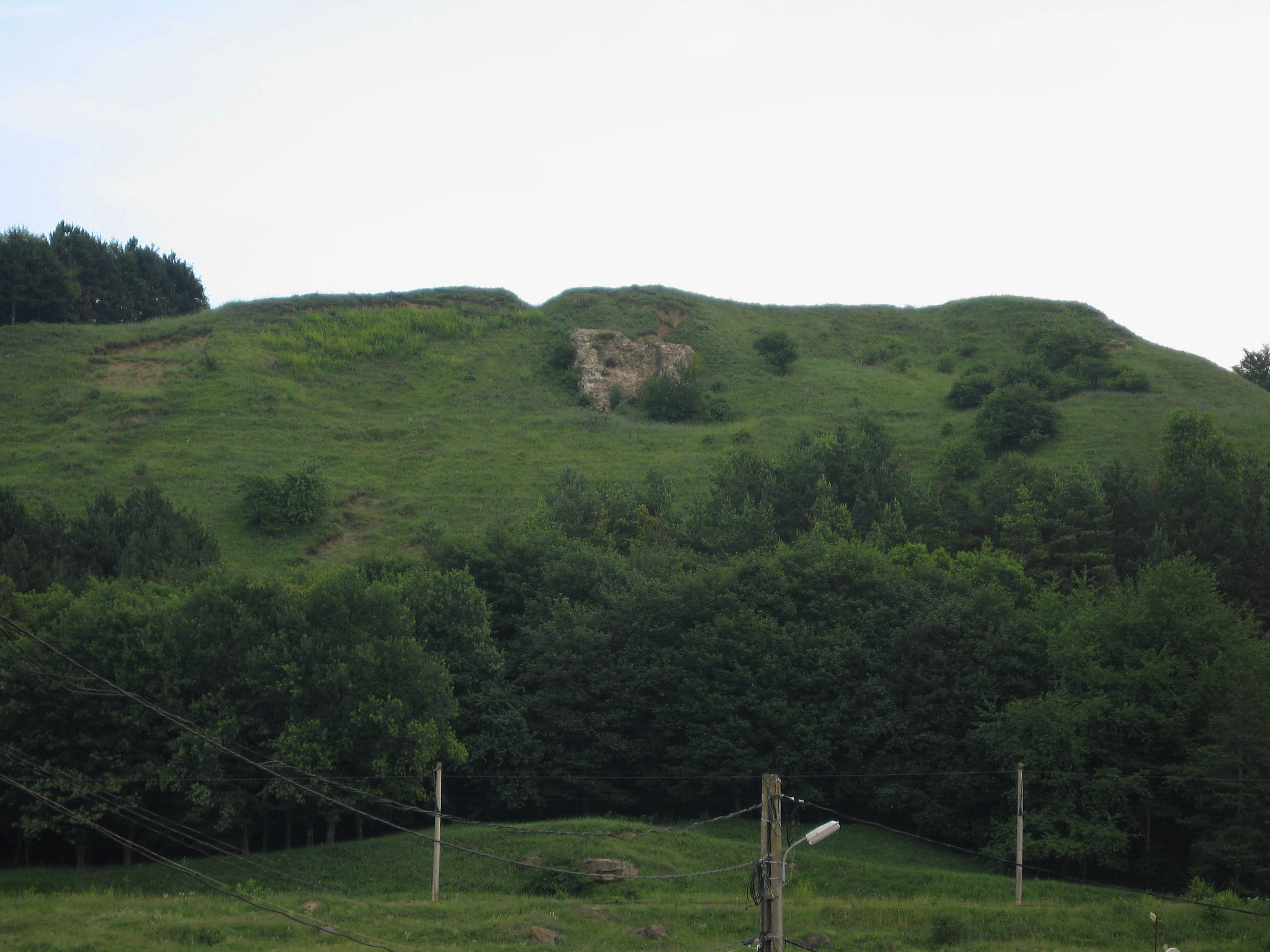
Cetatea Șcheia văzută de pe drumul Ițcani–Șcheia

Cetatea Șcheia, întâlnită și sub denumirea de Cetatea de Apus a Sucevei, este o cetate în ruine aflată în partea de nord-vest a municipiului Suceava (în nord-estul României). Ea se află localizată la marginea unei păduri aflate pe un pinten terminal al dealului Șeptilici (384 de metri altitudine), la o înălțime de peste 80 de metri față de lunca Sucevei. De aici, se poate vedea întreaga vale nordică a Sucevei. 
Cetatea Șcheia făcea parte din sistemul de fortificații construit în Moldova la sfârșitul secolului al XIV-lea, în momentul apariției pericolului otoman. Sistemul de fortificații medievale cuprindea așezări fortificate (curți domnești, mănăstiri cu ziduri înalte, precum și cetăți de importanță strategică), în scop de apărare, întărite cu ziduri de piatră, valuri de pământ sau având șanțuri adânci. 
Cetatea a fost construită la sfârșitul secolului al XIV-lea de Petru al II-lea (Petru Mușat), fiind demantelată la începutul secolului al XV-lea de Alexandru cel Bun. În prezent, din Cetatea Șcheia nu au mai rămas decât niște ruine.
Cetatea Șcheia – Suceava a fost inclusă ca sit arheologic pe Lista monumentelor istorice din județul Suceava din anul 2015, având codul de clasificare  SV-I-s-A-05389 și o suprafață protejată de 4,8 hectare.
Nu există drum de acces la ruinele cetății și nici măcar un indicator care să-i semnaleze existența, multă lume neștiind nici de existența ei și cu atât mai puțin de locul unde se află. La cetate se poate ajunge pe un drum forestier aflat la capătul străzii Mihail Sadoveanu din Suceava, printr-o pădurice până se ajunge într-o creastă de deal. Locul unde se află cetatea este marcat printr-un vechi indicator, actualmente rupt, dar al cărui picior de fier poate fi lesne observat. 

## Istoric

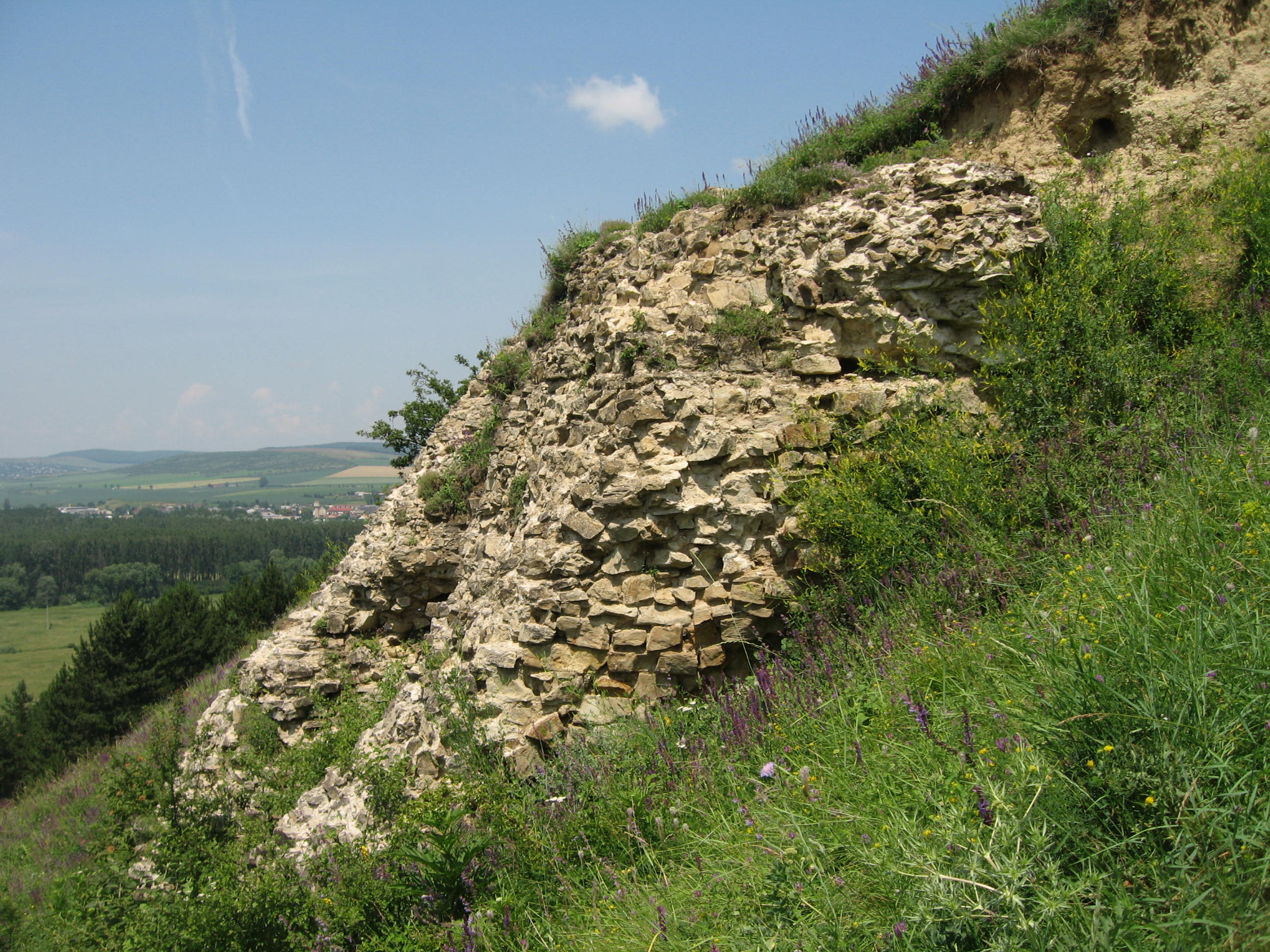
Perspectivă asupra turnului de vest al cetății

Existența Cetății Șcheia nu a fost pomenită în nici un letopiseț sau alt document scris, doar tradiția orală fiind cea care a transmis peste veacuri informația că a existat pe latura de vest a orașului Suceava o cetate care ar data din vremea lui Ștefan cel Mare. Mult timp s-a crezut că este vorba de o legendă, tradiția neprecizând unde s-ar afla această cetate. 
Cercetările arheologice efectuate aici au confirmat tradiția orală, fiind descoperite ruinele unei cetăți mai vechi, construite într-o zonă greu accesibilă pe botul unui deal care domină valea râului Suceava și a pârâului Șcheia. Motivele alegerii acestei zone erau de ordin strategic, de aici putând fi supravegheate drumurile dinspre nord și vest (adică dinspre Polonia și Ungaria).
Cetatea Șcheia a fost construită la sfârșitul secolului al XIV-lea, în timpul domniei lui Petru al II-lea, mai cunoscut ca Petru Mușat (1375–1391), în aceeași perioadă cu Cetatea de Scaun a Sucevei. A fost considerată cea mai veche cetate de piatră din epoca feudală, cunoscută până acum în Moldova, fiind anterioară Cetății de Scaun. 
Orașul Suceava, care devenise capitală a Principatului Moldovei în anul 1388, dispunea de o curte domnească în centrul orașului și de două cetăți: una în partea de est (Cetatea de Scaun) și alta în partea de vest (Cetatea Șcheia). Cetățile aveau rolul de a proteja capitala, constituindu-se într-un stâlp de apărare a independenței noului stat moldovenesc.
Construcția cetății a fost finalizată, acest lucru fiind demonstrat de existența unor accesorii cum sunt șanțul și valul de apărare, care se construiau după finalizarea fortificațiilor. Totuși există și unii cercetători care susțin că ar fi fost abandonată încă din cursul construcției, datorită instabilității solului și a unor greșeli tactice în alegerea terenului.
Existența Cetății Șcheia a fost scurtă, ea fiind demantelată (demolată rapid și organizat) intenționat în timpul domniei lui Alexandru cel Bun (1400–1432). Nu se cunosc cauzele demantelării, istoricii propunând mai multe ipoteze: 
- alunecările de teren datorate instabilității solului amenințau să ducă la prăbușirea pintenului de deal cu tot cu cetate. În această ipoteză, au fost dărâmate zidurile, fiind scoasă piatra pentru a fi utilizată la alte construcții.
- Alexandru cel Bun a renunțat la cetatea care supraveghea drumurile dinspre Polonia în contextul noilor relații de vasalitate a Principatului Moldovei față de Regatul Poloniei. Domnitorul recunoscuse suzeranitatea lui Vladislav al II-lea Iagello, făgăduindu-i acestuia sfat și ajutor împotriva oricărui dușman. Prin urmare, regele Poloniei ar fi putut fi cel care i-a impus domnitorului dărâmarea cetății.

Primele cercetări arheologice efectuate la ruinele Cetății Șcheia datează din ultimul deceniu al secolului al XIX-lea și i se datorează arhitectului austriac Karl Adolf Romstorfer (cel care a făcut și primele săpături arheologice la Cetatea de Scaun a Sucevei), acesta lăsând câteva note în care expunea unele observații, remarcând „aceste urme de zidărie veche de piatră, care, fără îndoială, provin de la un turn pătrat, din care latura de vest s-a surpat cu totul sau a fost dărâmată, din laturile de nord și de sud a rămas o bună parte, iar din latura de est se află numai rămășițe de fundații.” El observă unele similitudini ale materialelor de construcții folosite la cele două cetăți, presupunând că ar proveni din aceeași epocă: „felul de construcție și mai ales mortarul făcut cu făină de cărămidă, care s-a folosit la mai multe părți ale Cetății Suceava, construită mai târziu, ne-ar îndreptăți să admitem aceasta.”
În perioada 1952–1956, un colectiv de arheologi a efectuat cinci campanii de săpături și au decopertat ruinele. Ei au publicat rezultatele cercetărilor în monografia arheologică Cetatea Șcheia, lucrare care a apărut în anul 1960, sub egida Institutului de Arheologie al Academiei RPR, avându-i ca autori pe Gh. Diaconu și Nicolae Constantinescu.
Prin Hotărârea de Guvern nr. 1445 din 28 noiembrie 2007, perimetrele pe care se află siturile arheologice Câmpul Șanțurilor – Cetatea de Scaun (cu o suprafață de 12.000 de metri pătrați) și ruinele Cetății Șcheia (48.000 de metri pătrați) au fost trecute din administrarea Ministerului Culturii și Cultelor în cea a Complexului Muzeal Bucovina din Suceava. Directorul general al muzeului sucevean, Constantin-Emil Ursu, a afirmat că a propus amenajarea unui parc de promenadă în care să fie cuprins și obiectivul istoric al Cetății Șcheia.
Astăzi din întreaga cetate nu se mai văd decât niște ruine, părți din zidurile de pe laturile de nord-vest și sud-est.

## Descriere

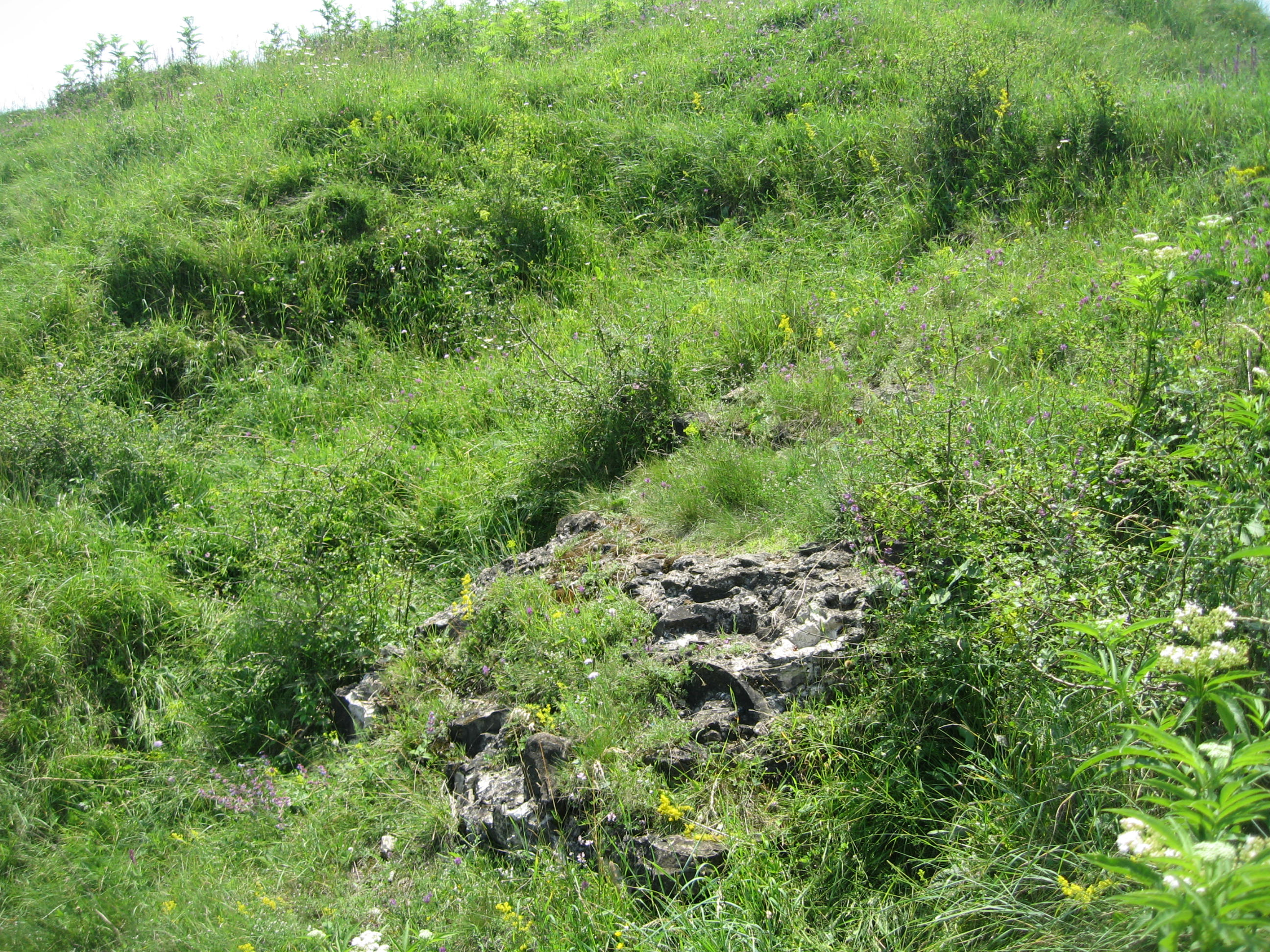
Resturi ale zidului de nord-vest al cetății

Cercetările arheologice efectuate aici în a doua jumătate a secolului al XX-lea au scos la iveală faptul că Cetatea Șcheia avea forma unui romb, cu laturile aproape paralele și egale, având lungimea interioară de 36 de metri. Suprafața cetății era de 1.450 de metri pătrați, din care 1.300 de metri pătrați suprafața incintei, fără cea a turnurilor, iar perimetrul interior este de circa 260 de metri. 
Zidurile și turnurile Cetății Șcheia au fost construite din bolovani de carieră nefasonați, cu mărimi de 40–50 cm. Bolovanii erau legați între ei cu mortar de var, nisip și cărămidă pisată, realizată în cuptoarele de ars piatră de var de la Șcheia.
Cetatea avea la colțuri patru turnuri exterioare de formă rectangulară, care erau legate între ele prin niște curtine masive cu o grosime de 2,5–3 metri. Zidul de pe latura de est era întărit de trei contraforturi foarte puternice.
Dintre cele patru turnuri s-a mai păstrat astăzi la suprafață doar turnul de pe latura de vest, care constituie urma cea mai vizibilă a cetății. Ruinele turnului se observă de la distanță, ca un pinten cenușiu de piatră înfipt în partea superioară a versantului nord-vestic al dealului. Turnul avea o latură de 5 metri, închizând o suprafață de circa 25 de metri pătrați și se ridică în prezent la o înălțime de circa 6 metri.
Nu se cunoaște unde era amplasată intrarea. Săpăturile din incinta cetății au scos la iveală urme ale unui pavaj de incintă și ale unei plăci de mortar uniforme. În incinta fortificației nu s-au găsit urme de construcții. 
Pe latura de nord-est și parțial pe cea de sud-est a existat un șanț de apărare cu val, cu scopul de a crește potențialul defensiv al cetății.
Printre vestigiile arheologice descoperite în perimetrul cetății menționăm trei groși de argint emiși de Petru Mușat, doi groși de argint emiși de Alexandru cel Bun, fragmente de ceramică rurală și orășenească specifică secolului al XIV-lea, șapte vârfuri de săgeți, o mistrie lângă zidul estic, un ciocan de zidar, o daltă de fier, un sfredel de fier în formă de „T”, cuie, urme ale unor dulapi de lemn și a unor scânduri, grinzi pentru etajele turnurilor și amnare etc.

## Imagini

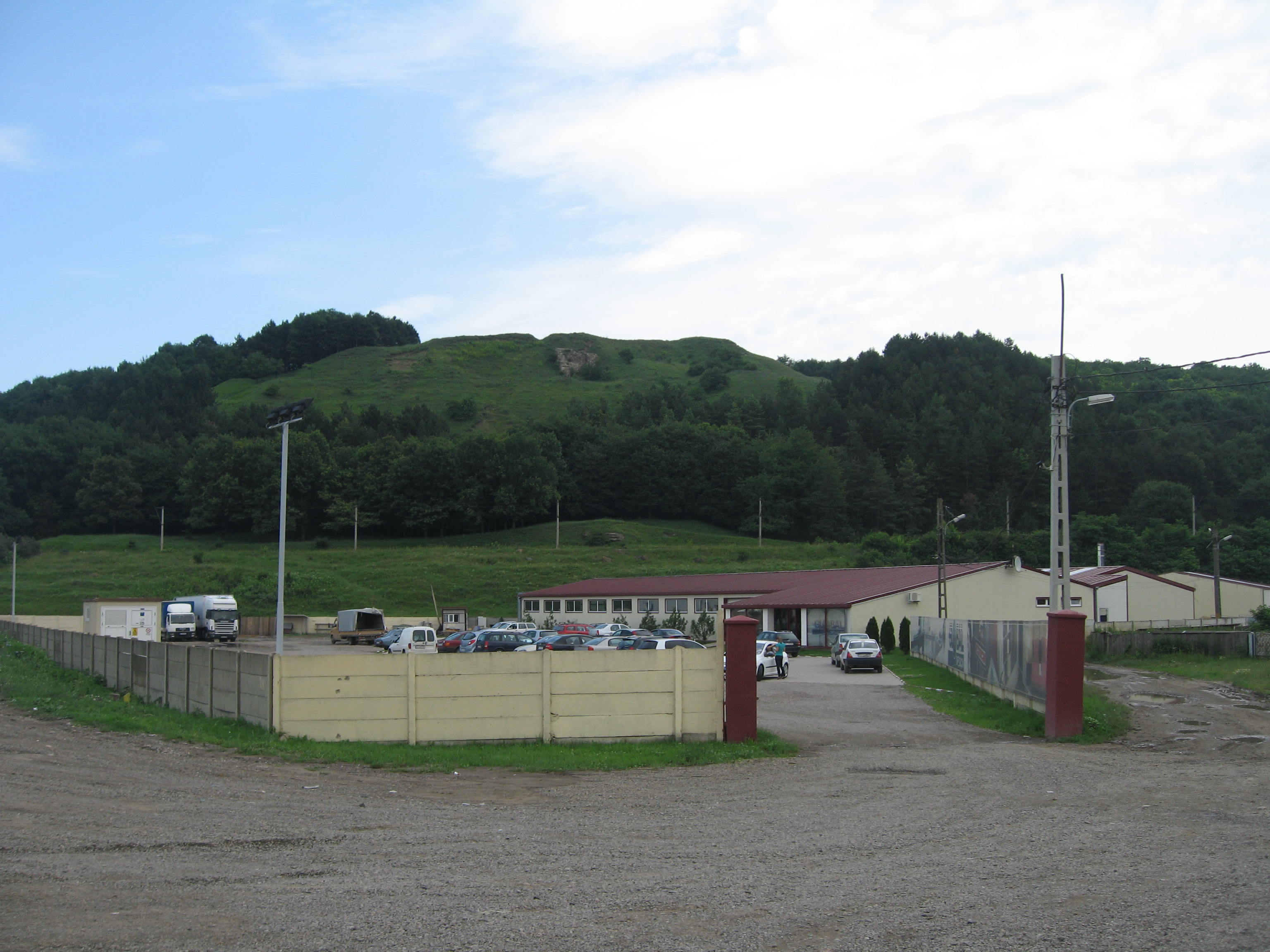
Cetatea Șcheia văzută de pe drumul Ițcani–Șcheia
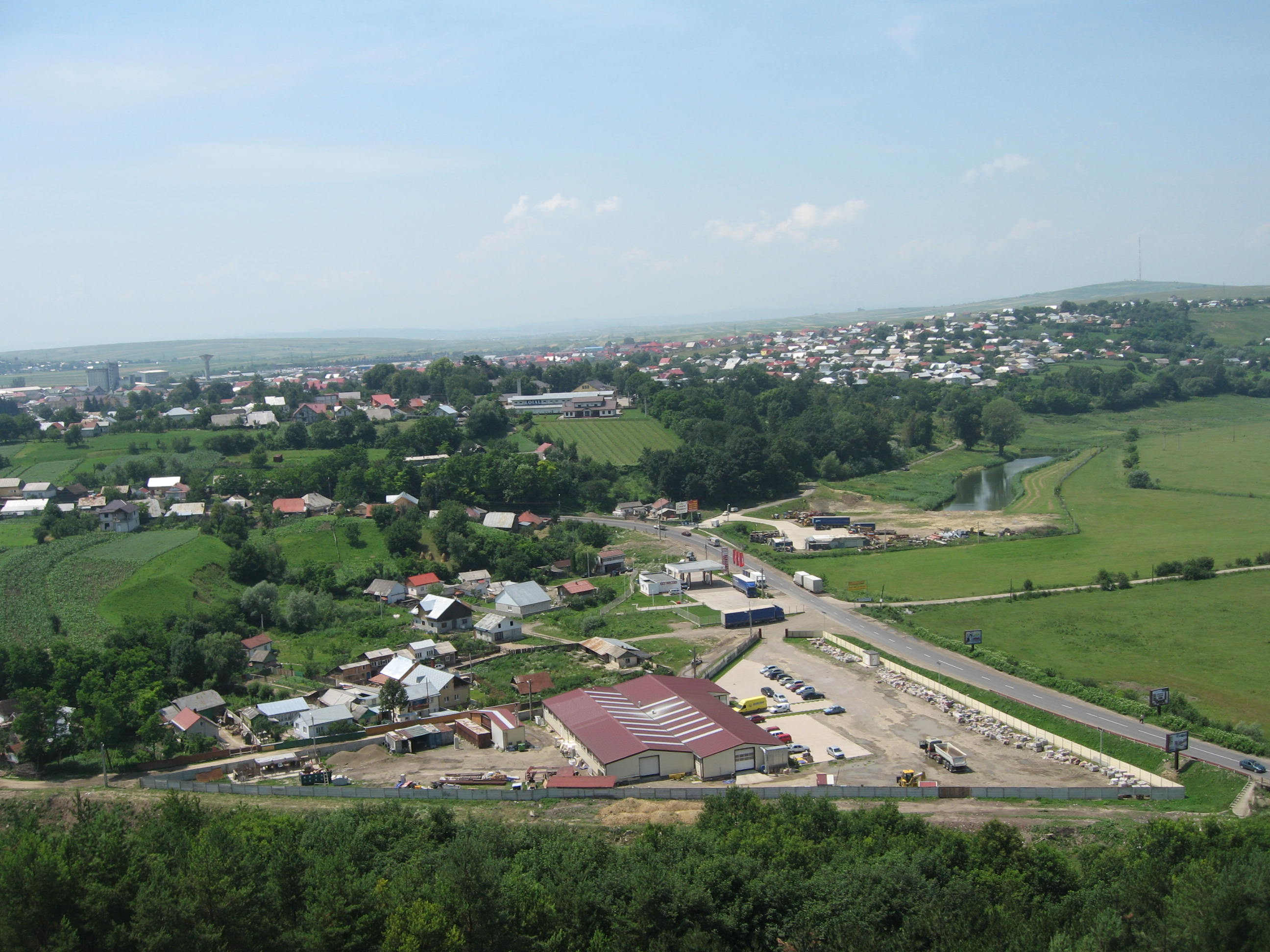
Satul Șcheia văzut de la cetate
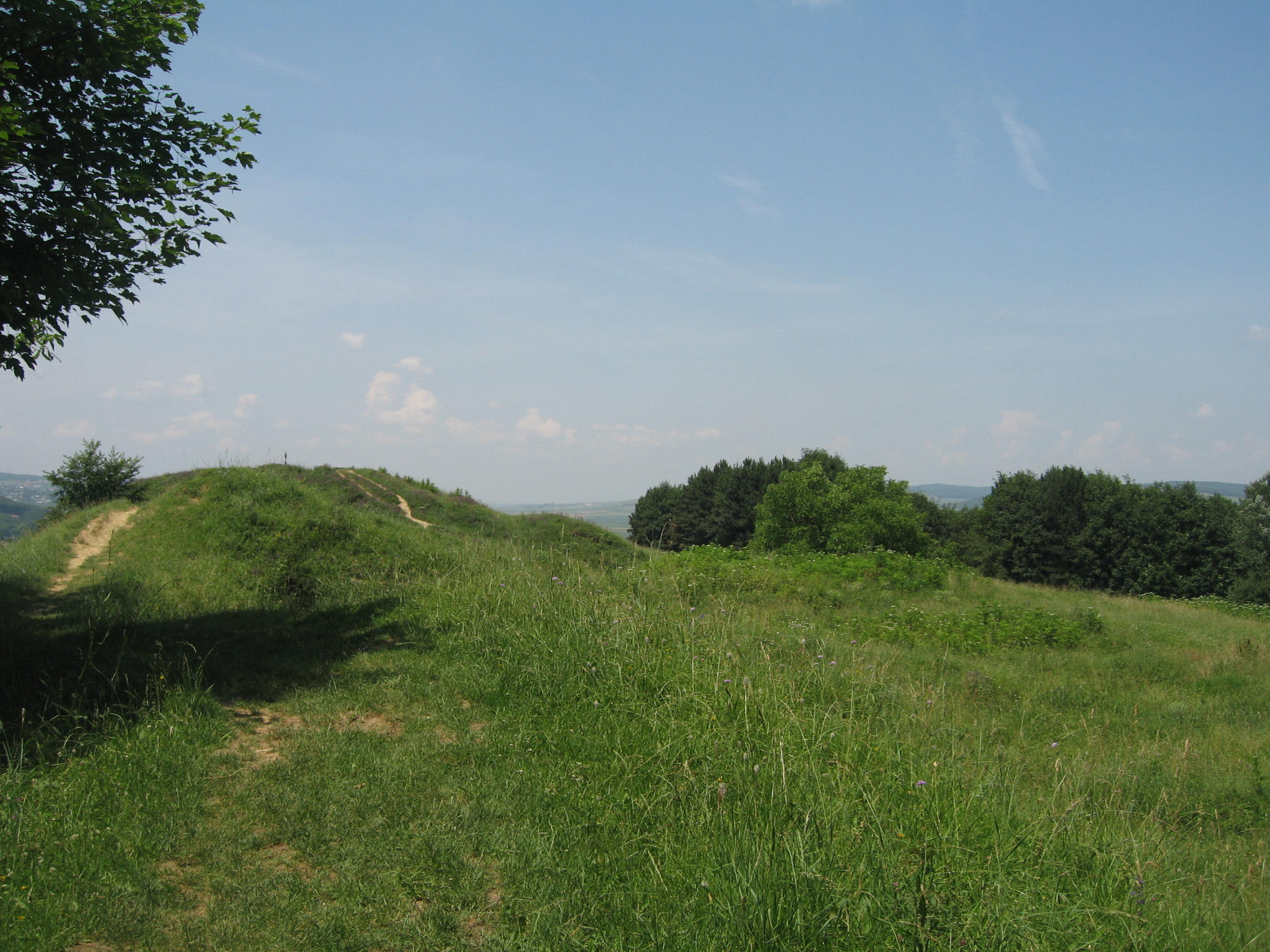
Platoul cetății
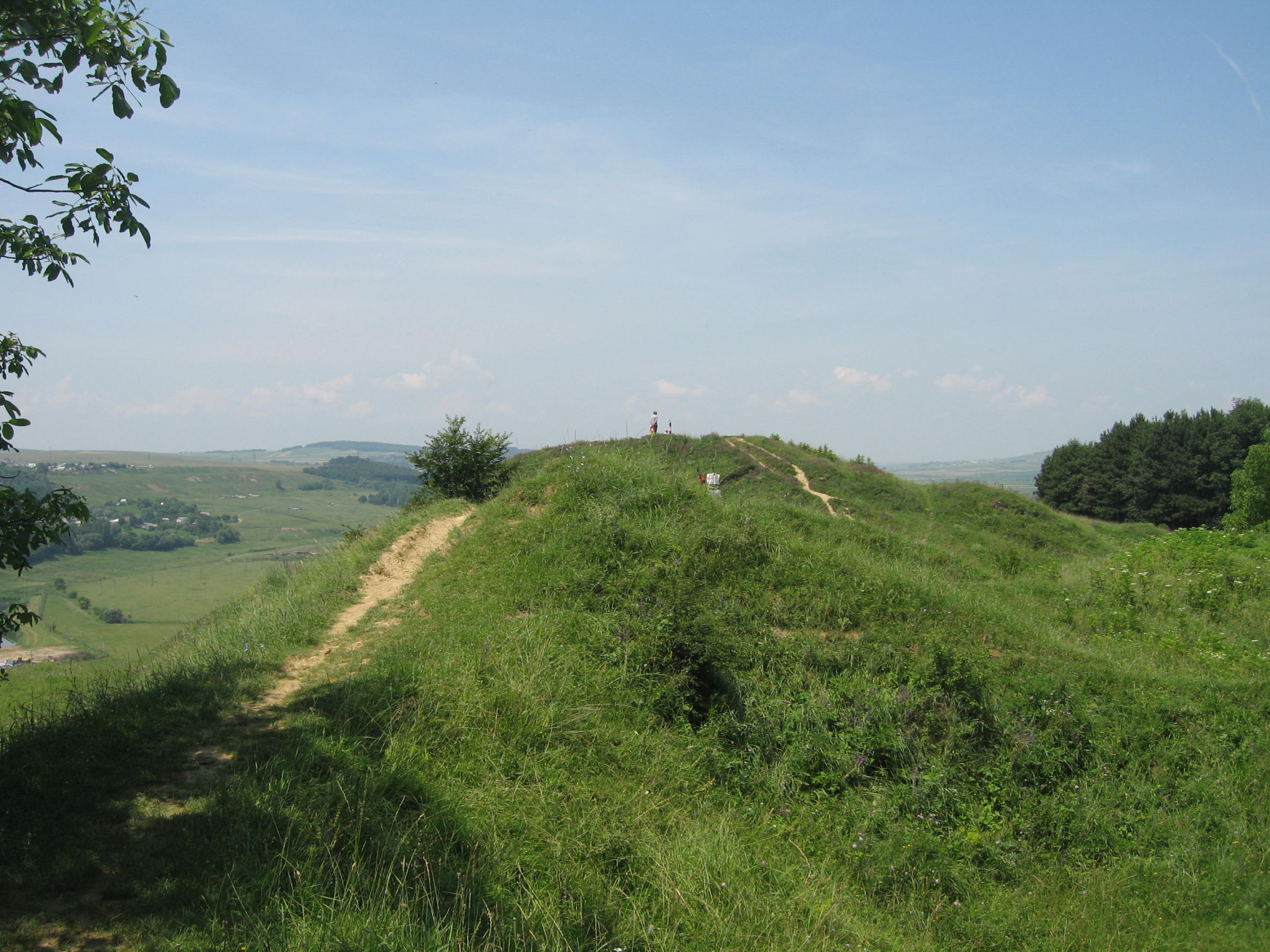
Platoul cetății
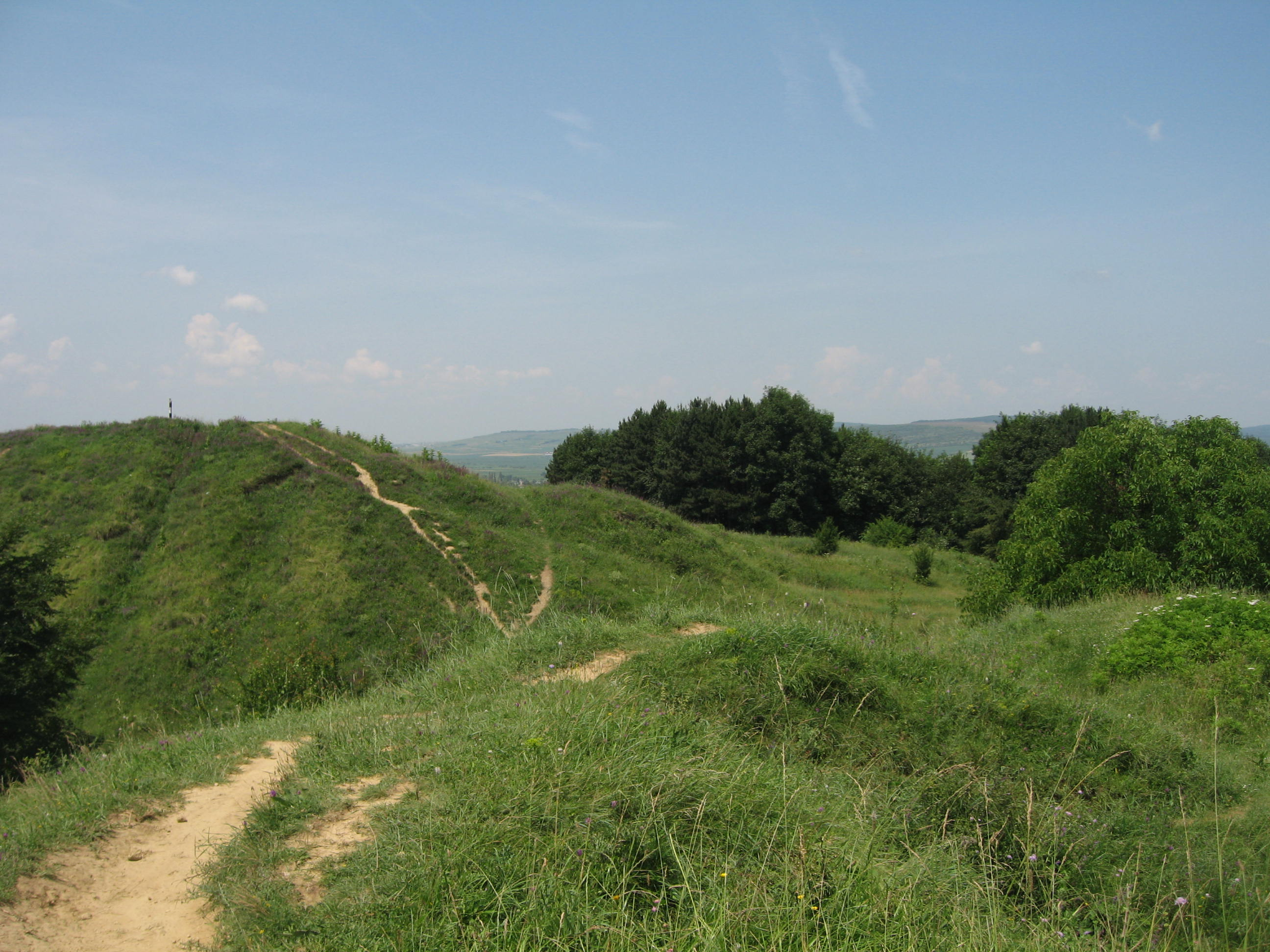
Platoul cetății
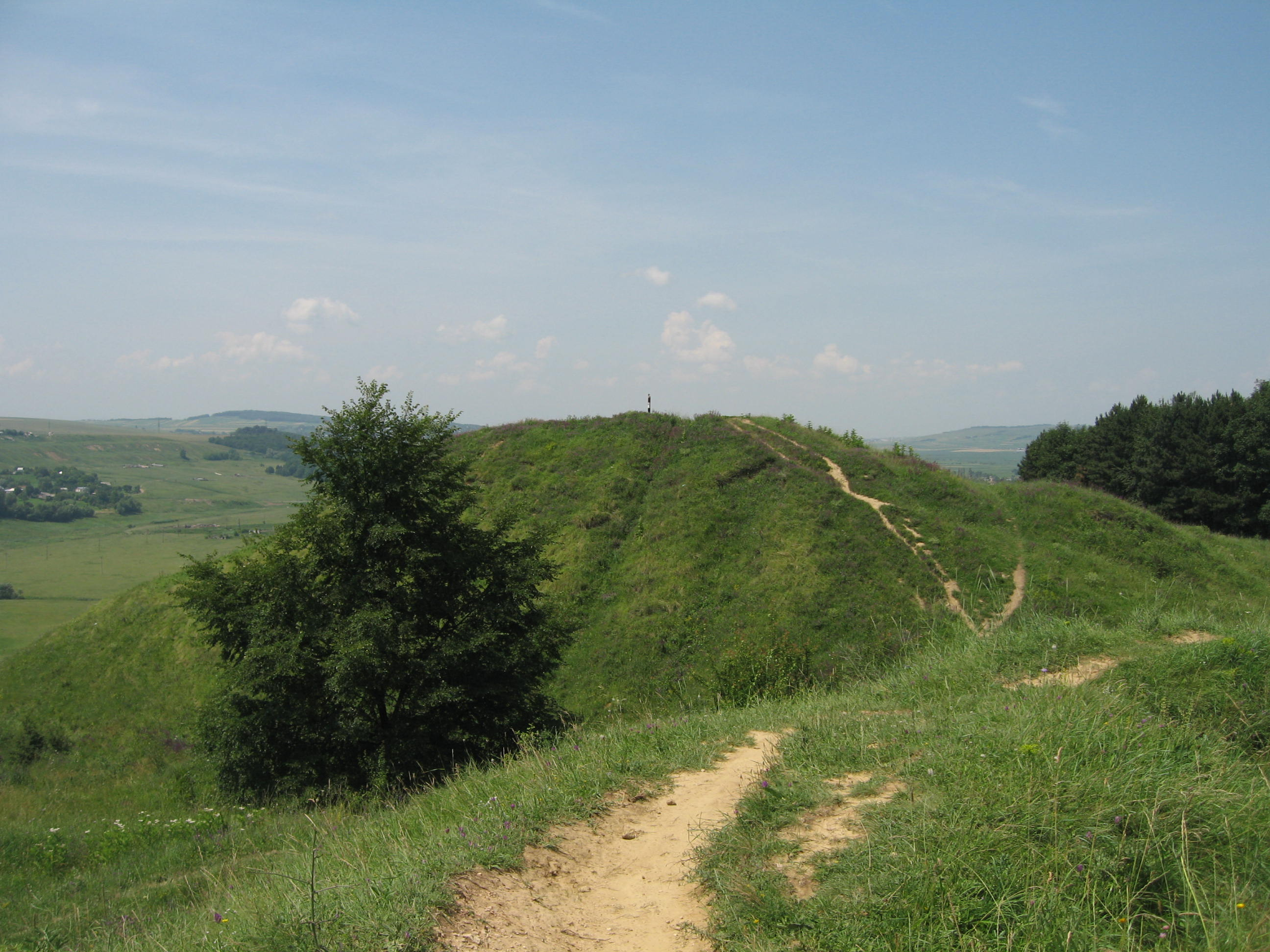
Platoul cetății
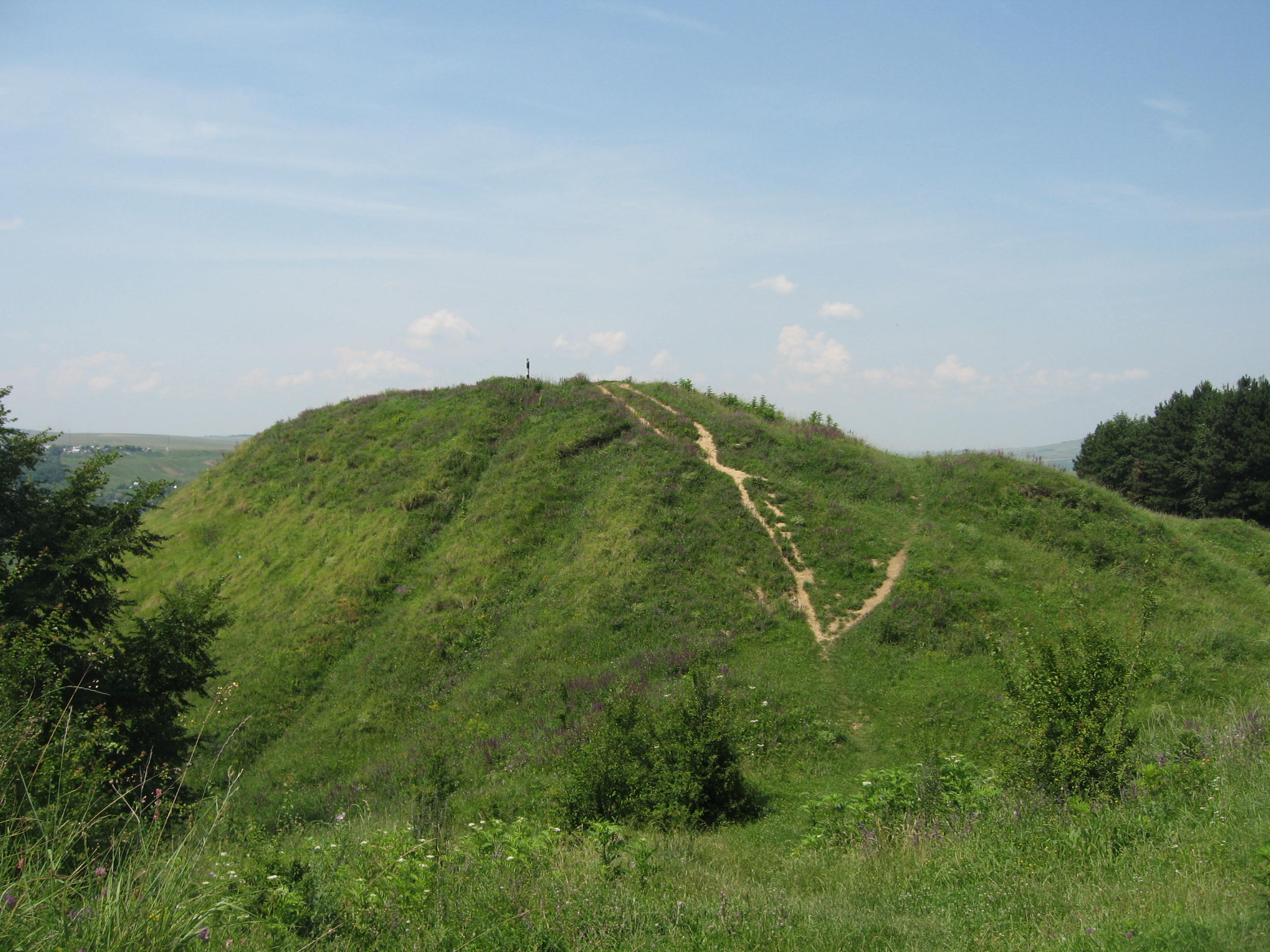
Platoul cetății
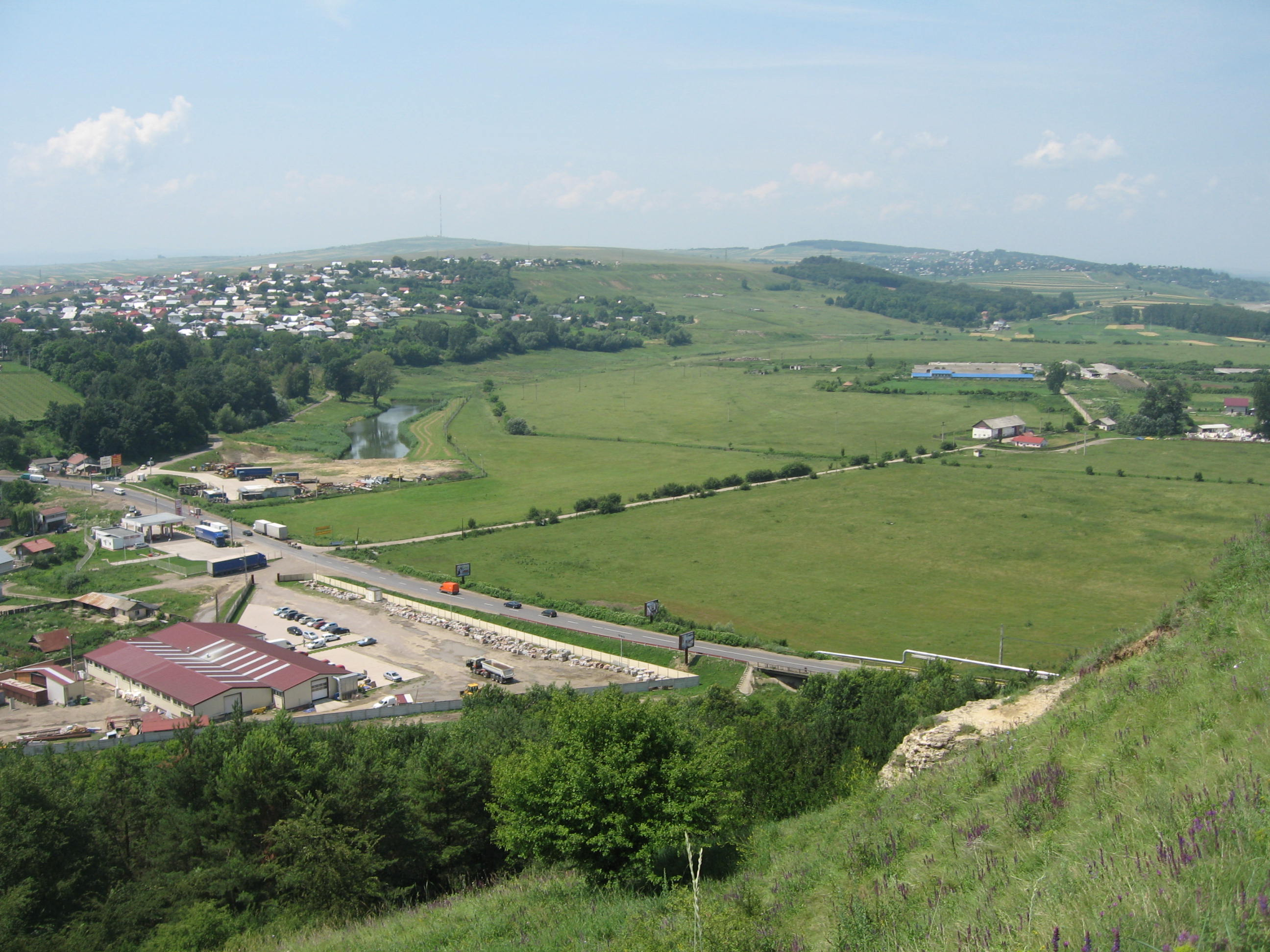
Ruinele turnului de vest și valea pârâului Șcheia
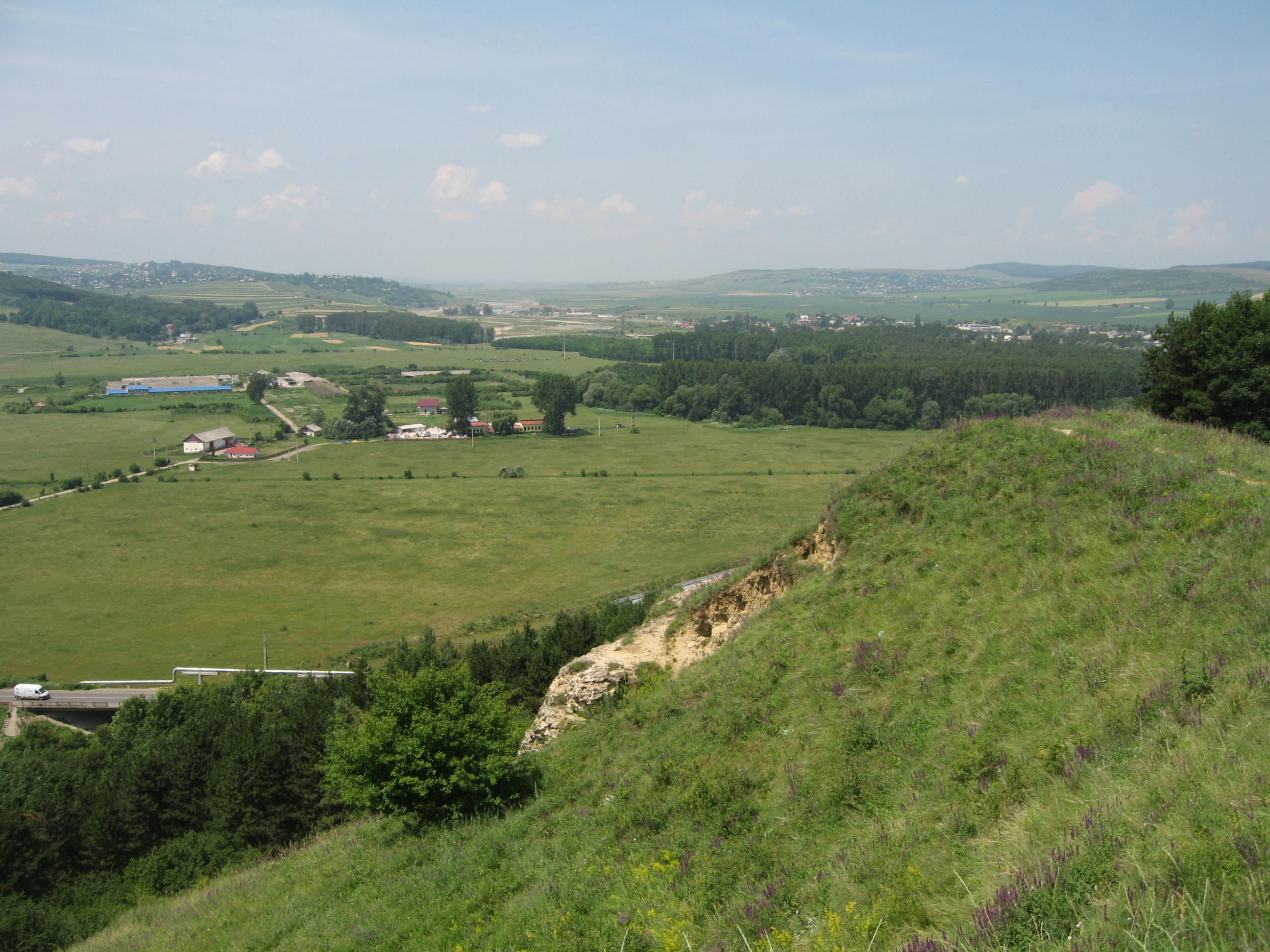
Perspectivă asupra turnului de vest
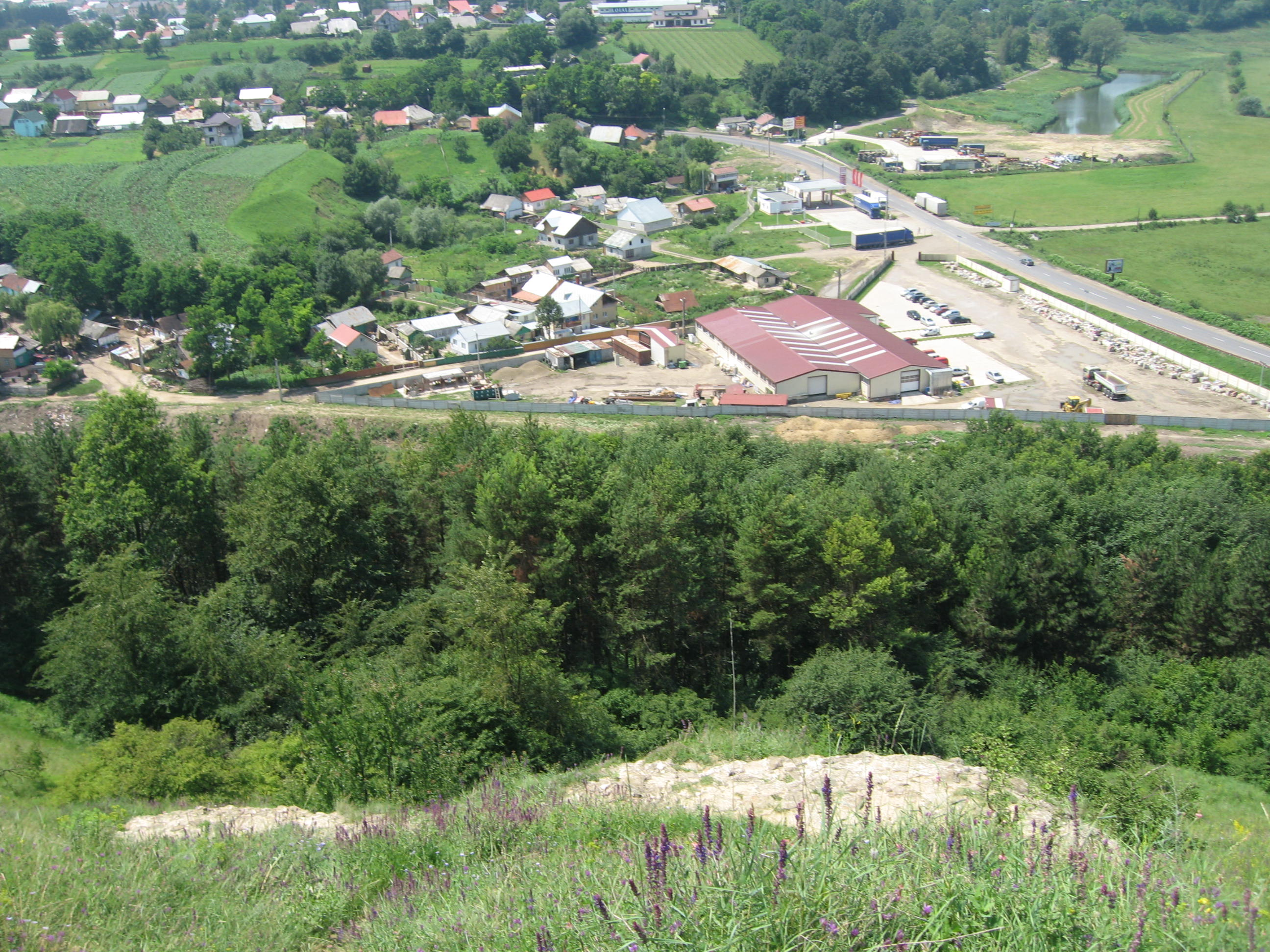
Ruinele turnului de vest și valea pârâului Șcheia
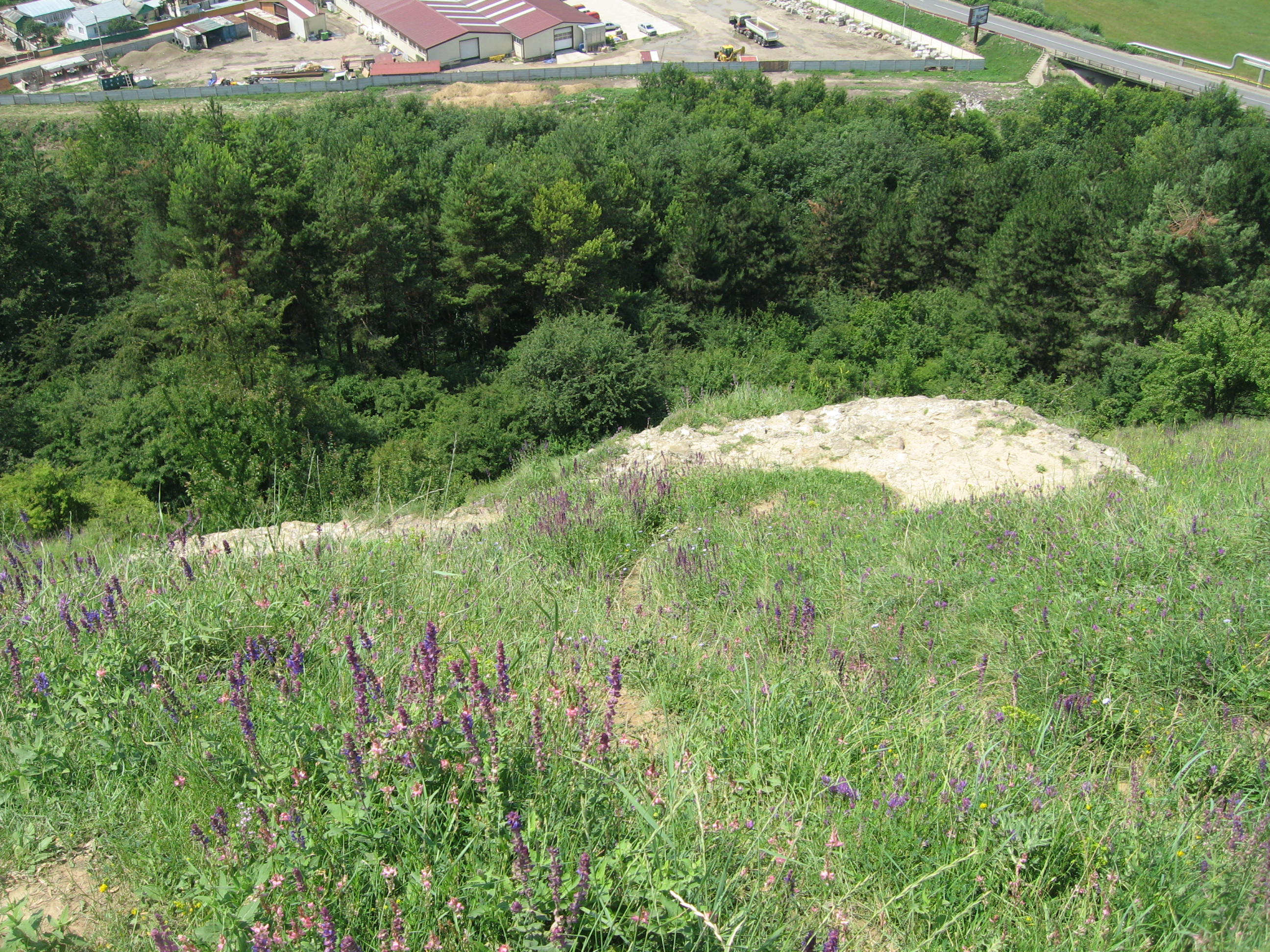
Perspectivă asupra turnului de vest
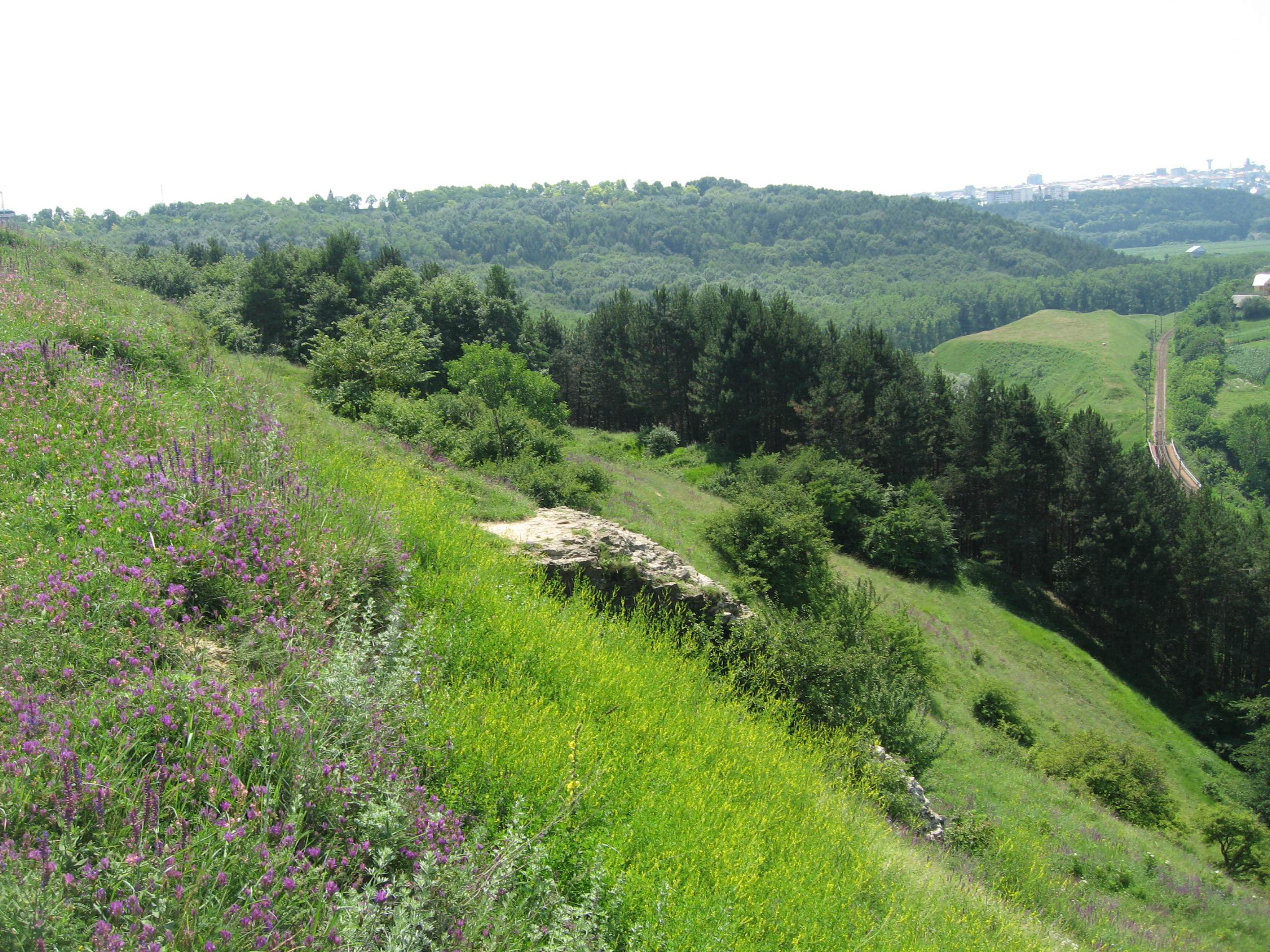
Vedere din exteriorul cetății (latura de nord) către ruinele turnului de vest
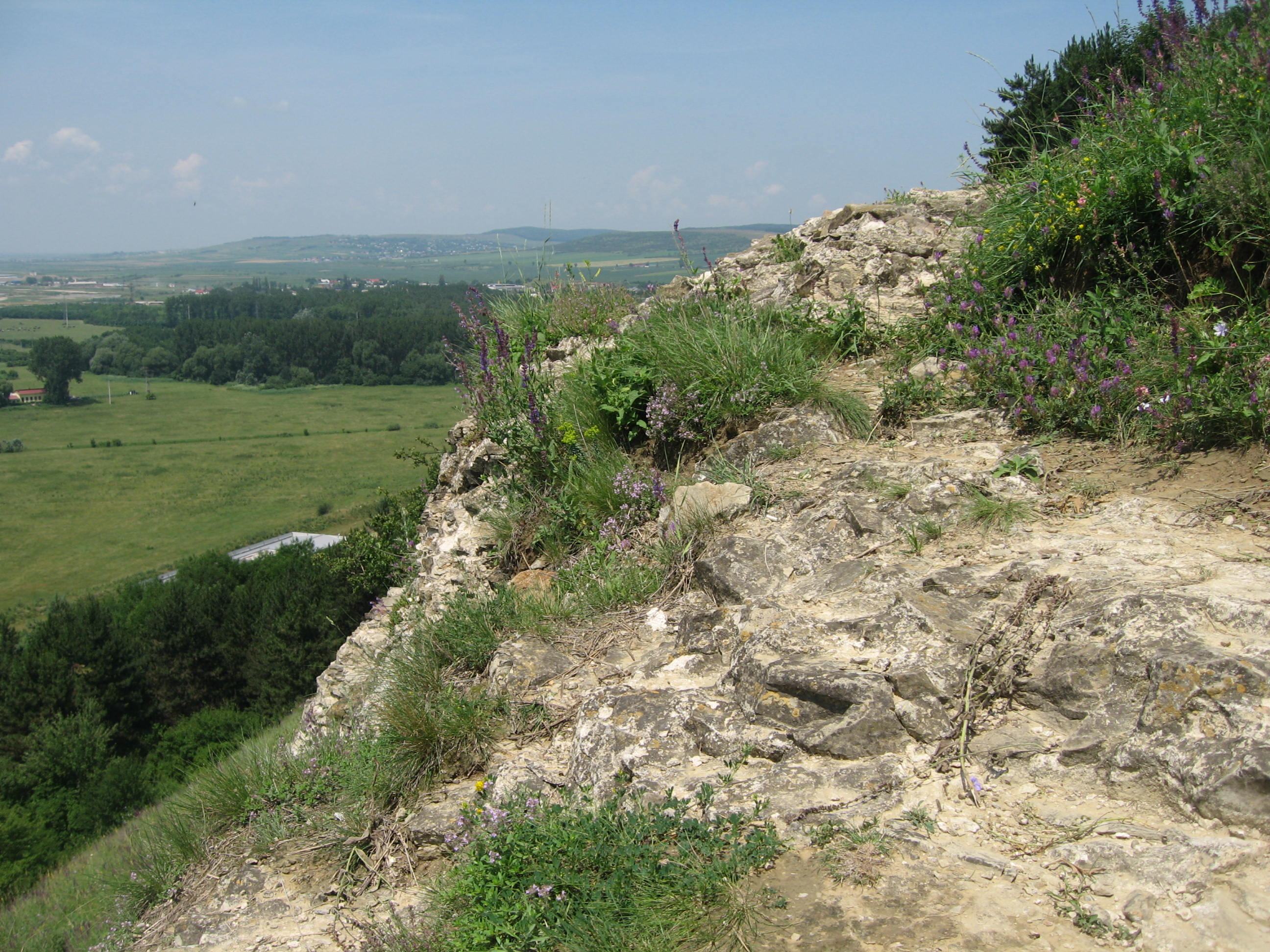
Perspectivă asupra turnului de vest
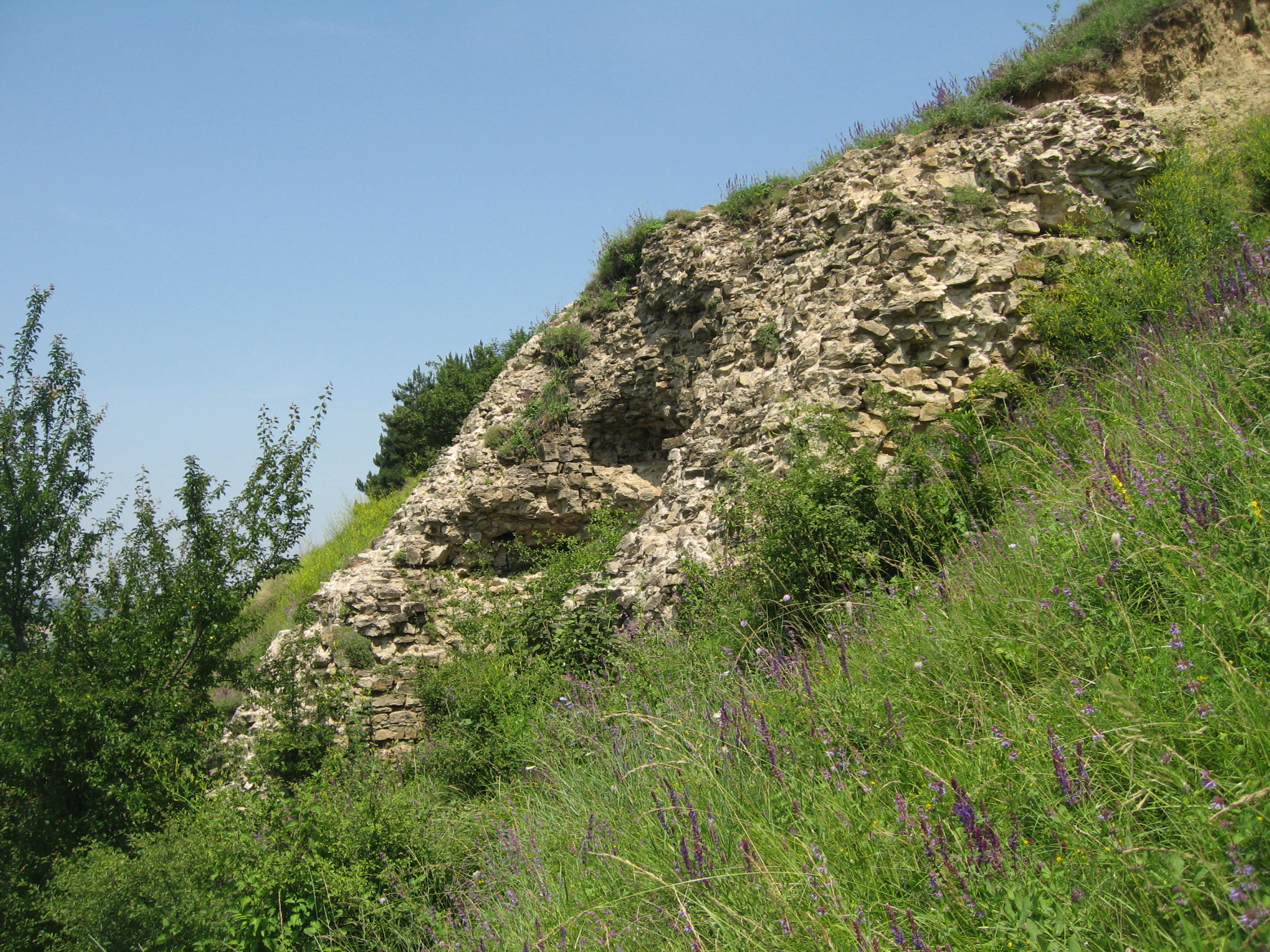
Perspectivă asupra turnului de vest
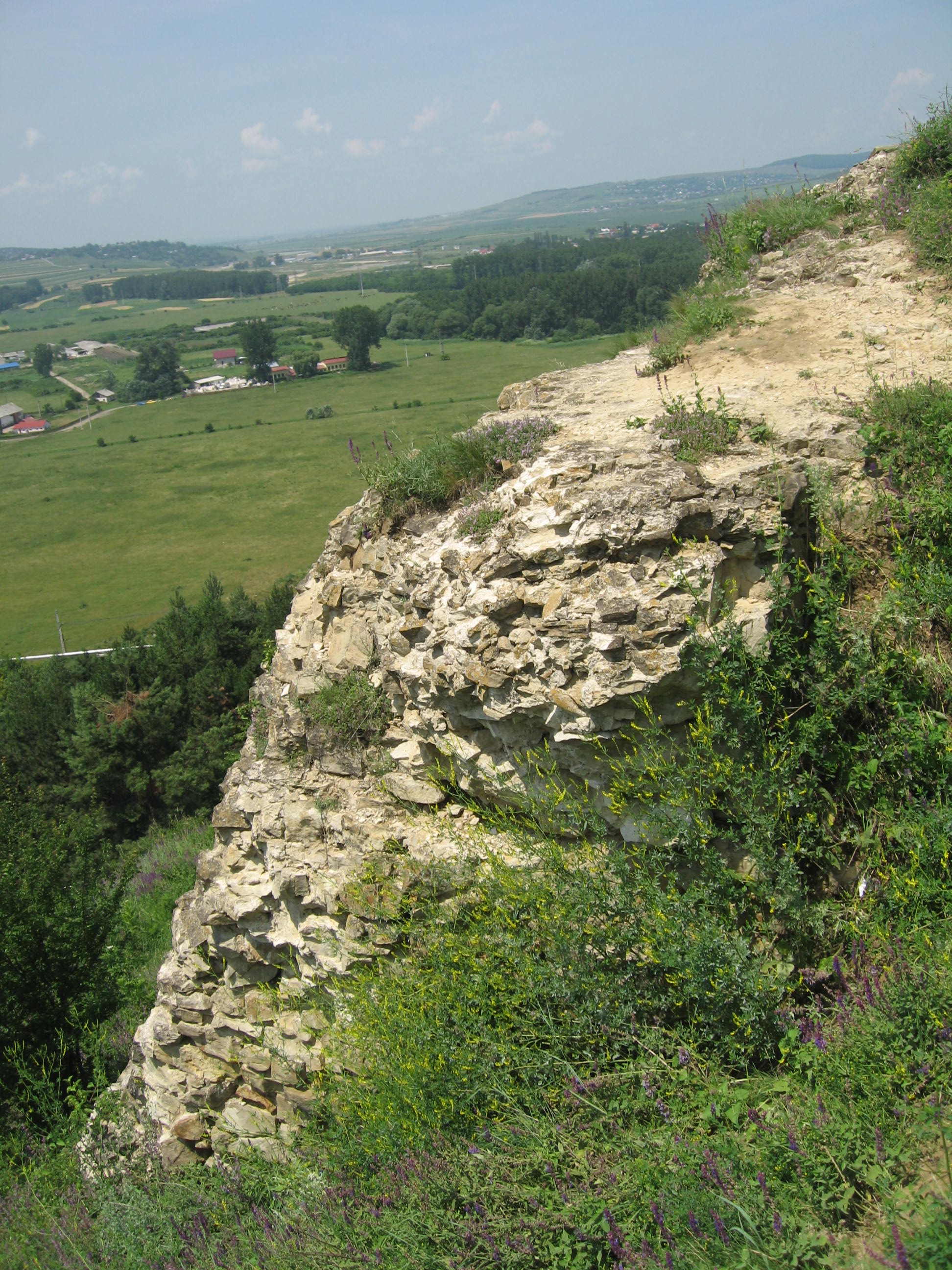
Perspectivă asupra turnului de vest
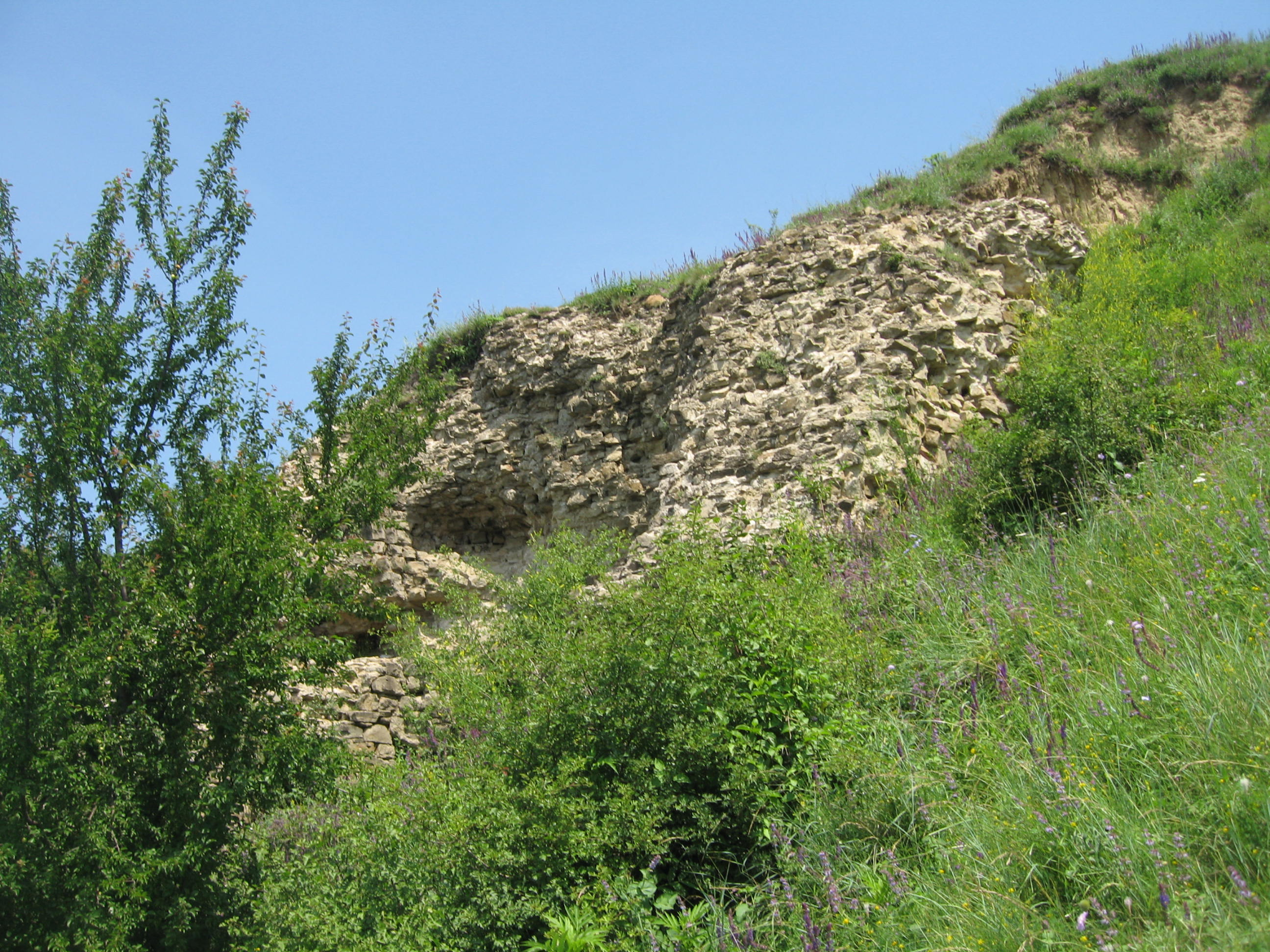
Perspectivă asupra turnului de vest
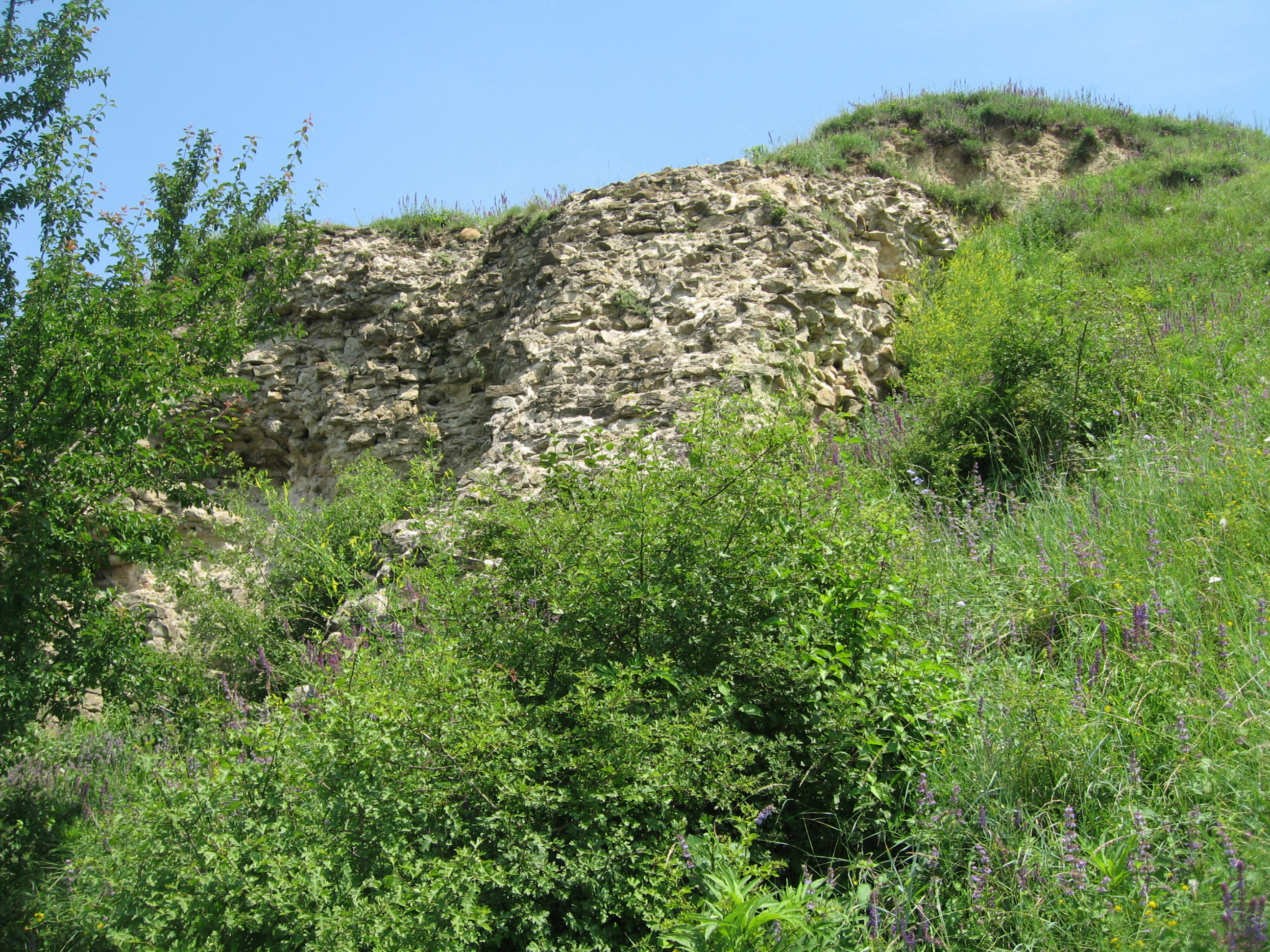
Perspectivă asupra turnului de vest
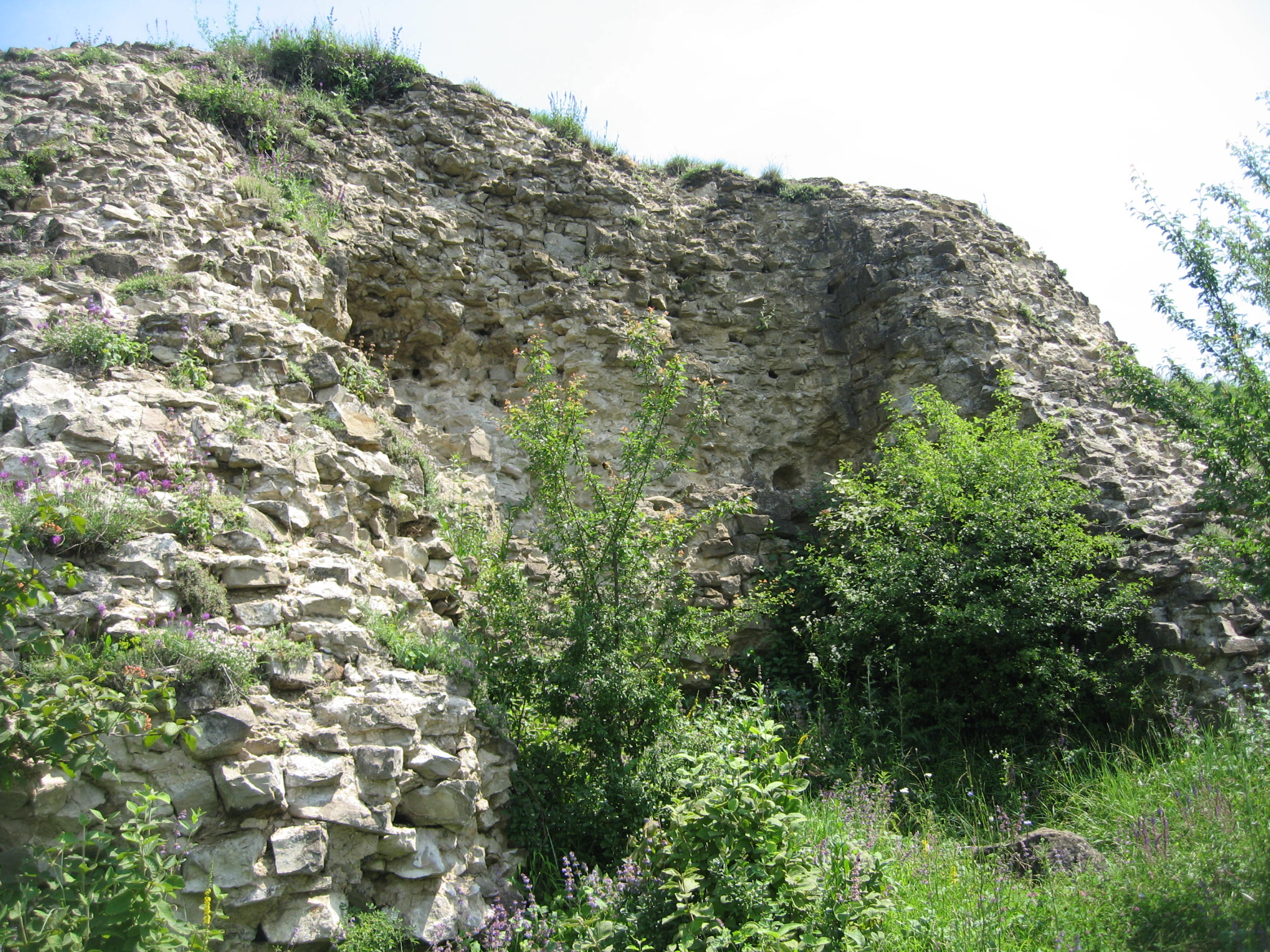
Perspectivă asupra turnului de vest
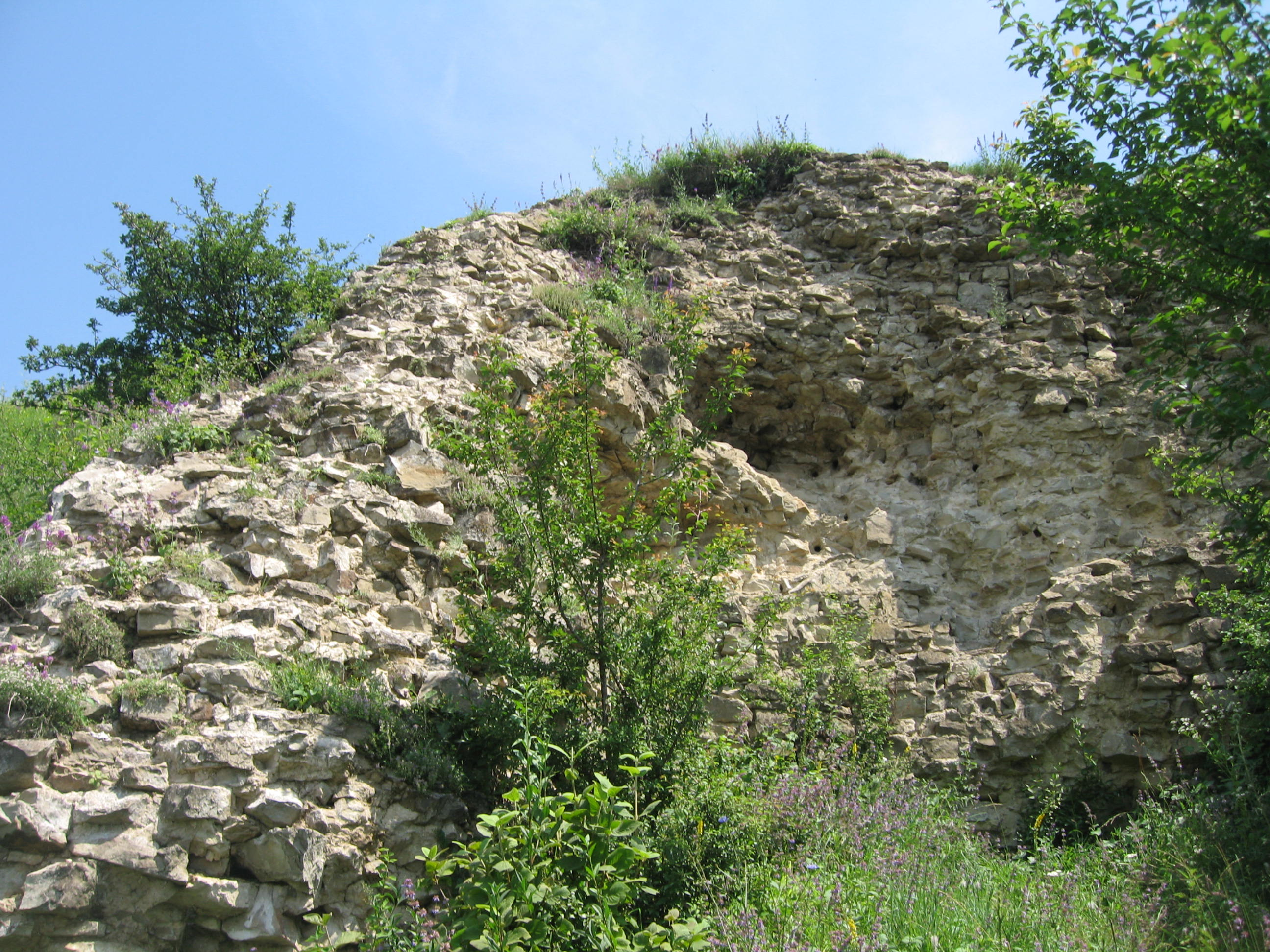
Perspectivă asupra turnului de vest
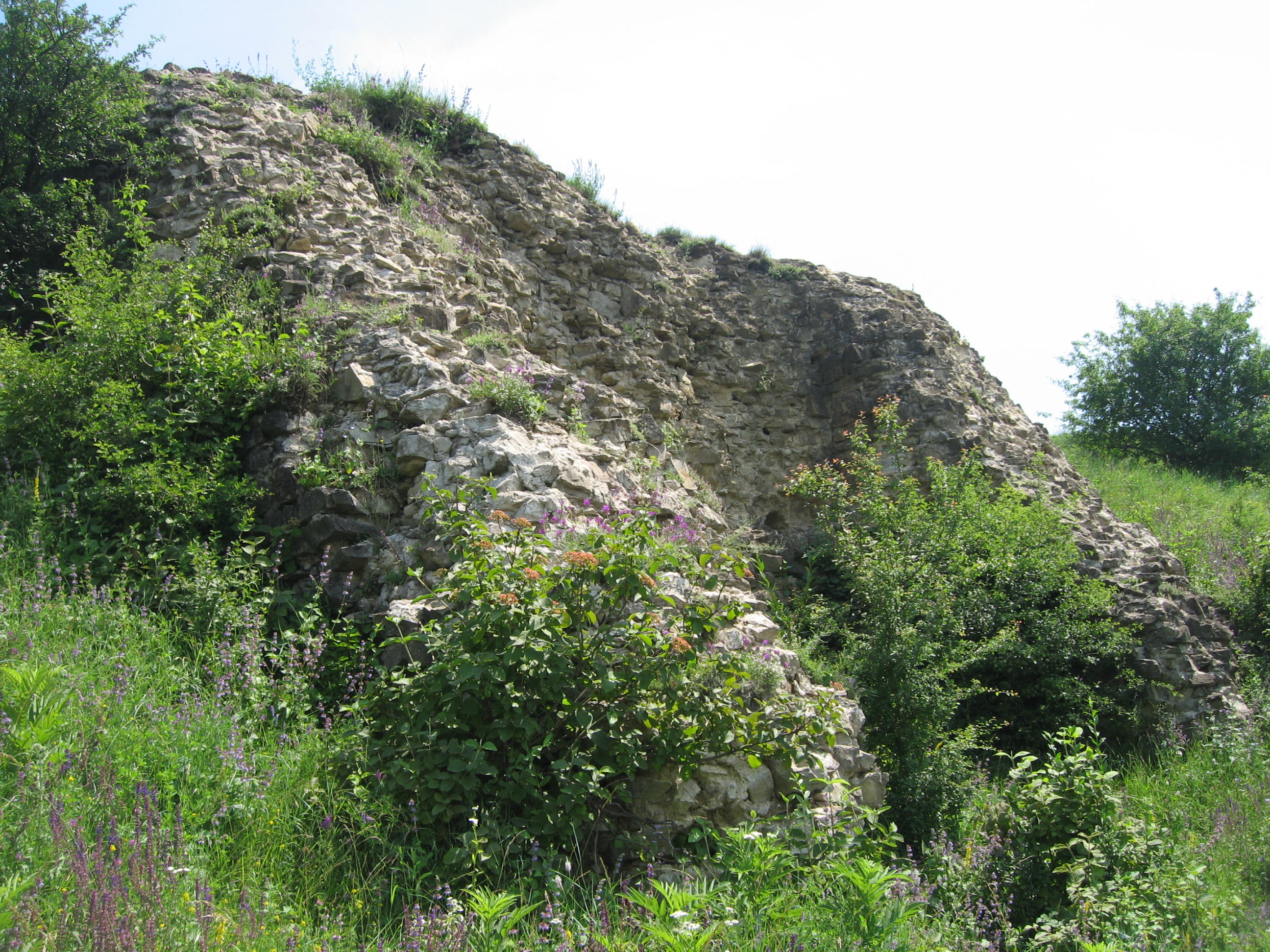
Perspectivă asupra turnului de vest
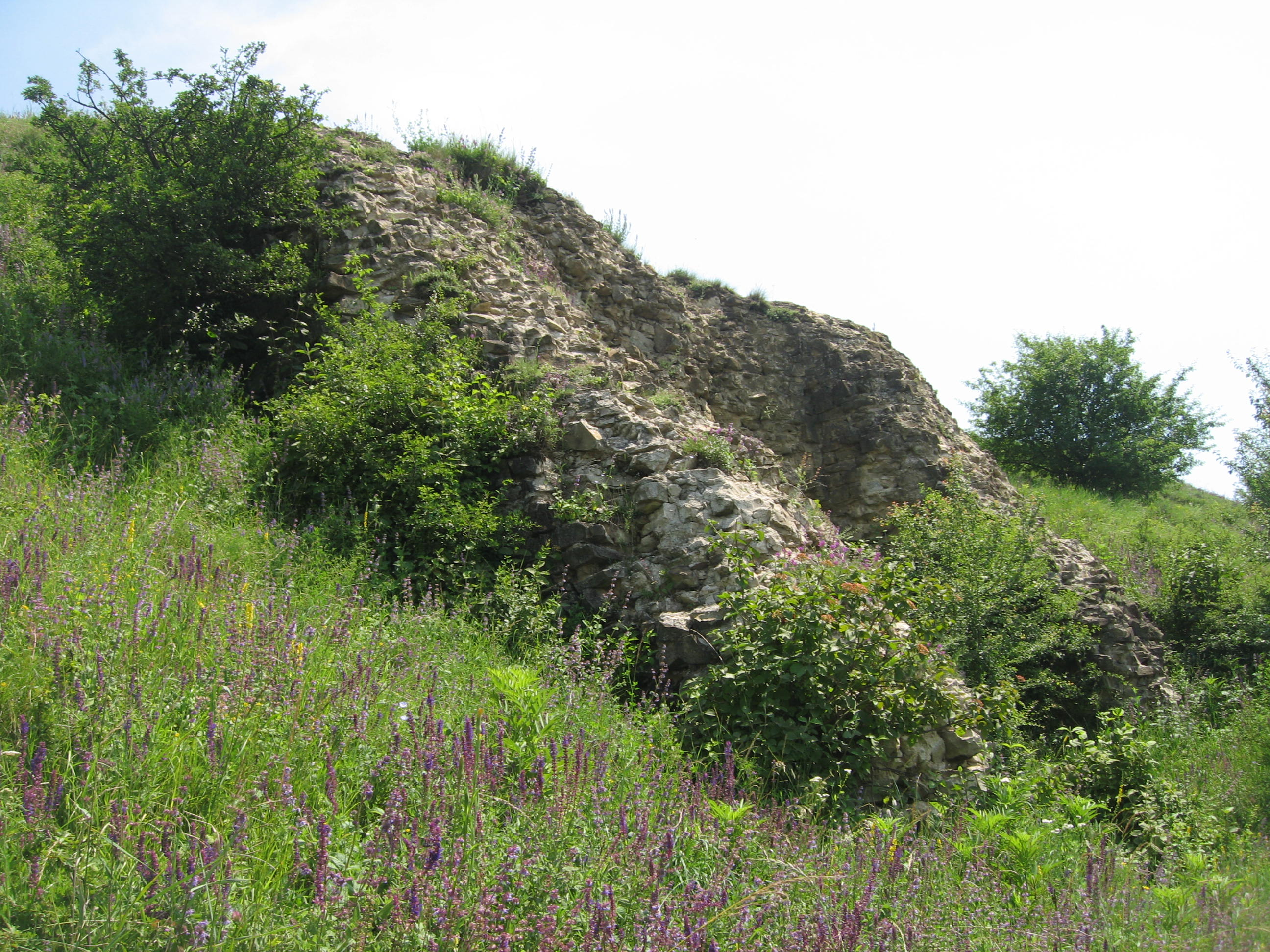
Perspectivă asupra turnului de vest
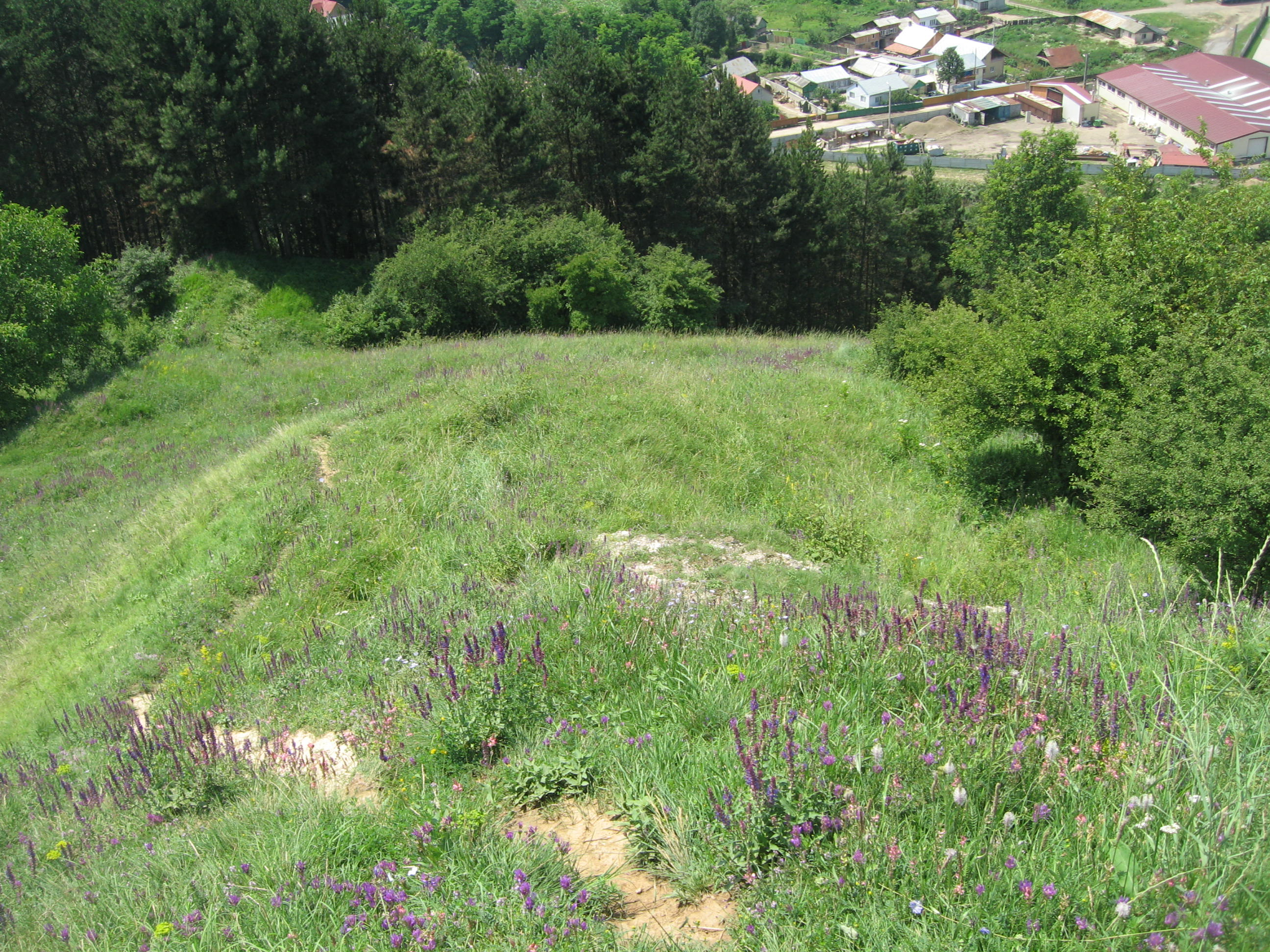
Vedere de pe platou (din afara zidului de sud-est) către ruinele turnului de sud
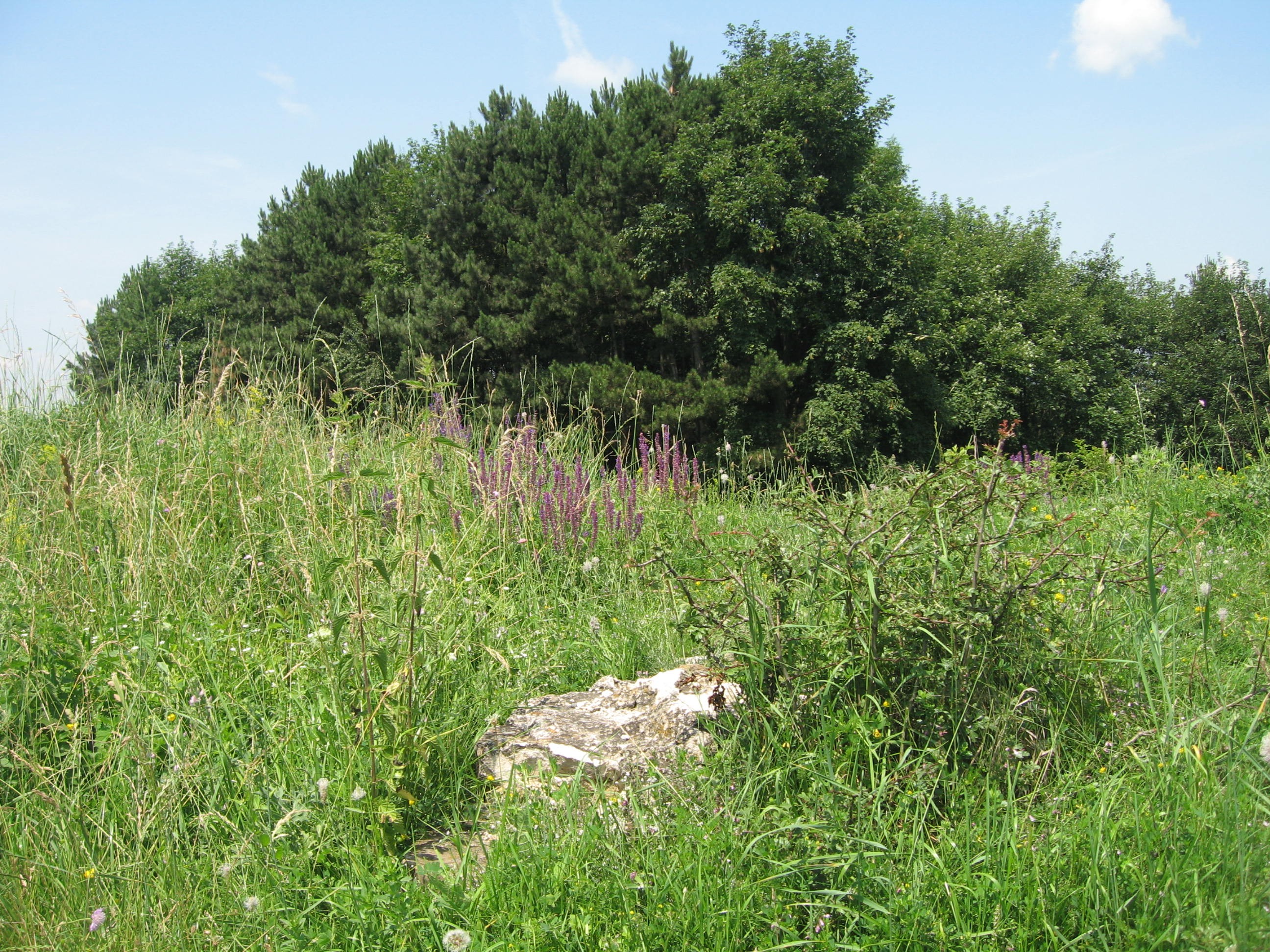
Vedere din interiorul cetății, din apropierea zidului de nord-vest, către resturile turnului de nord
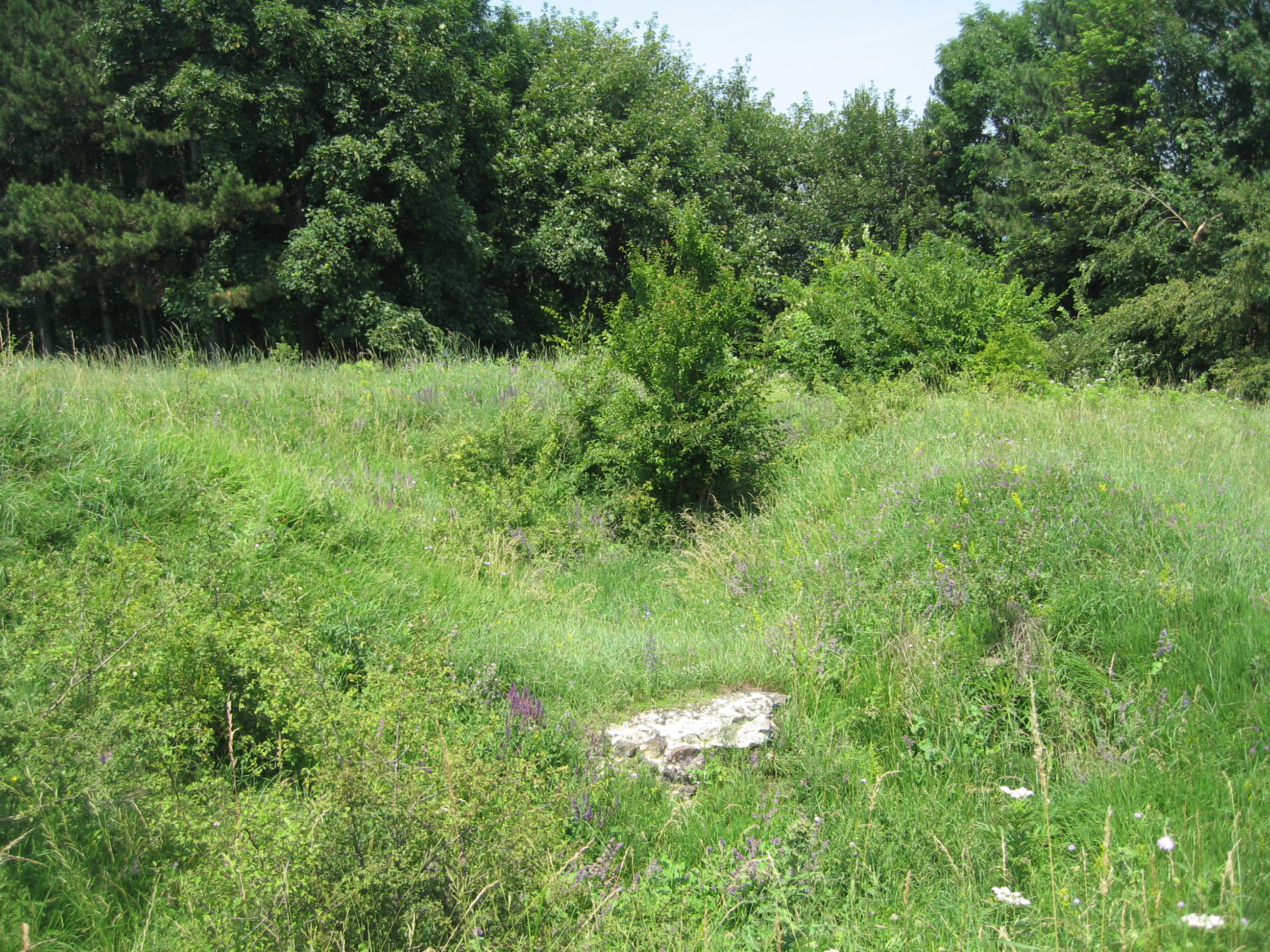
Vedere din interiorul cetății, din apropierea zidului de nord-vest, către resturile turnului de nord
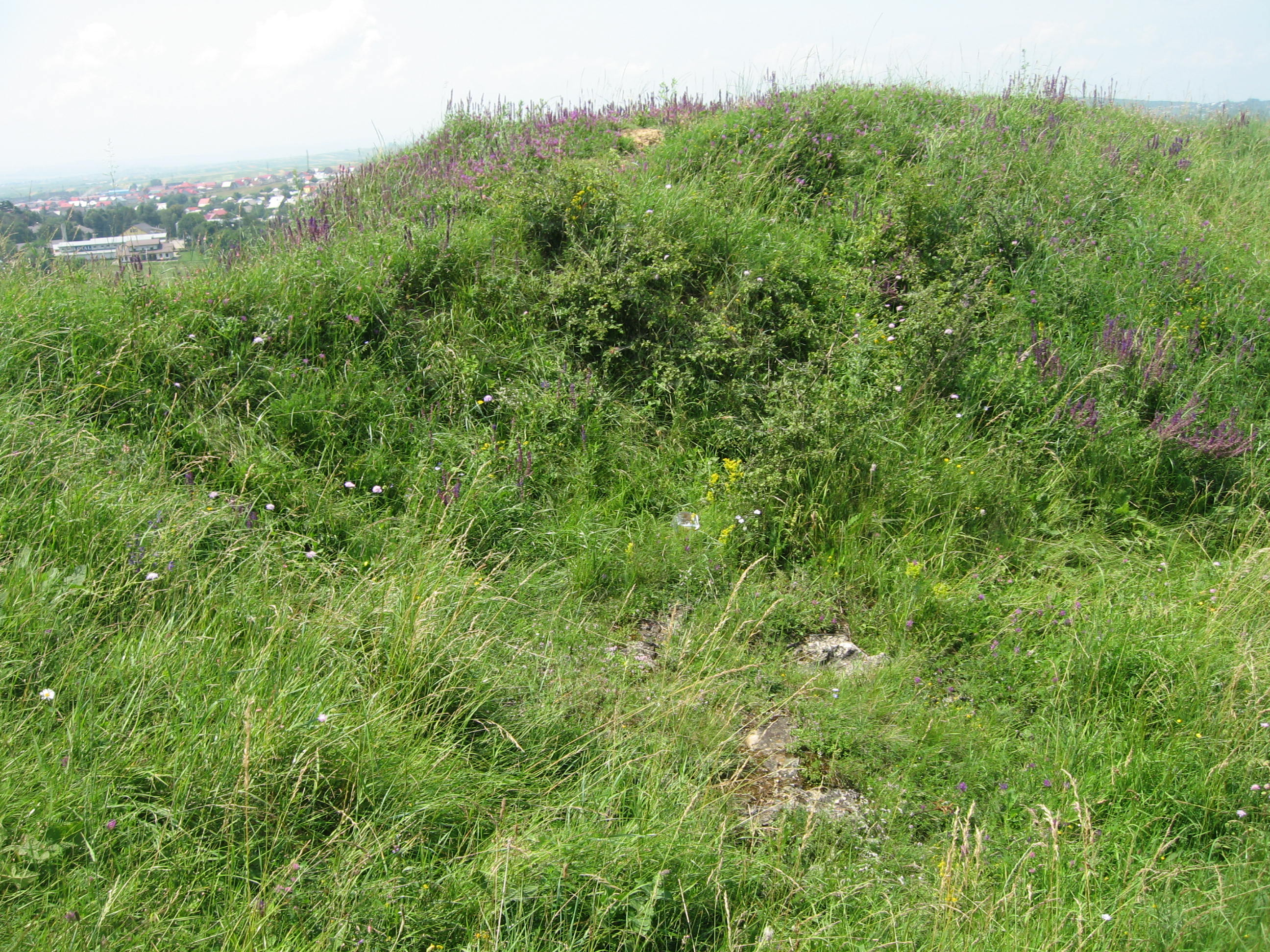
Resturi ale zidului de nord-vest
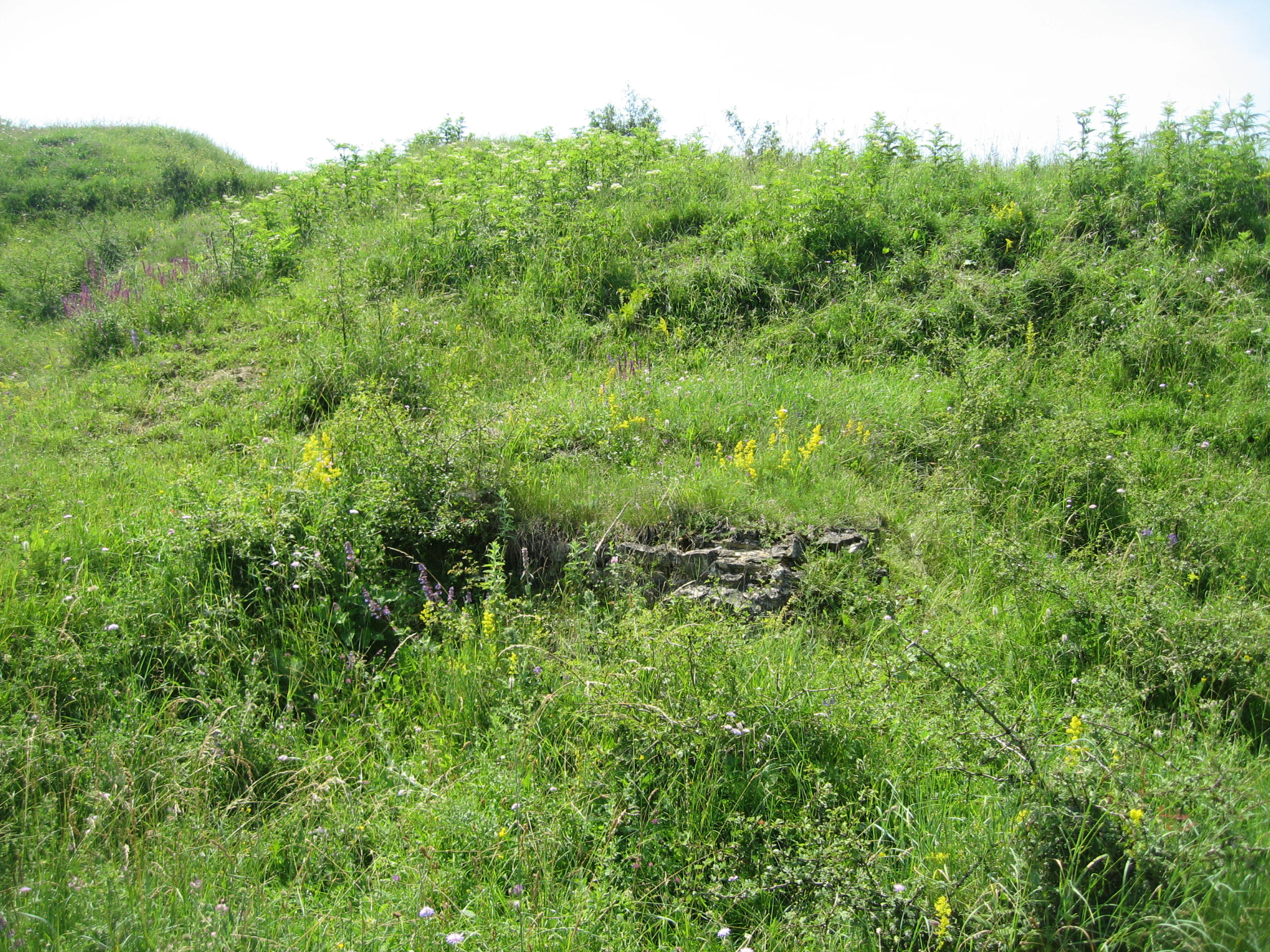
Resturi ale zidului de nord-vest
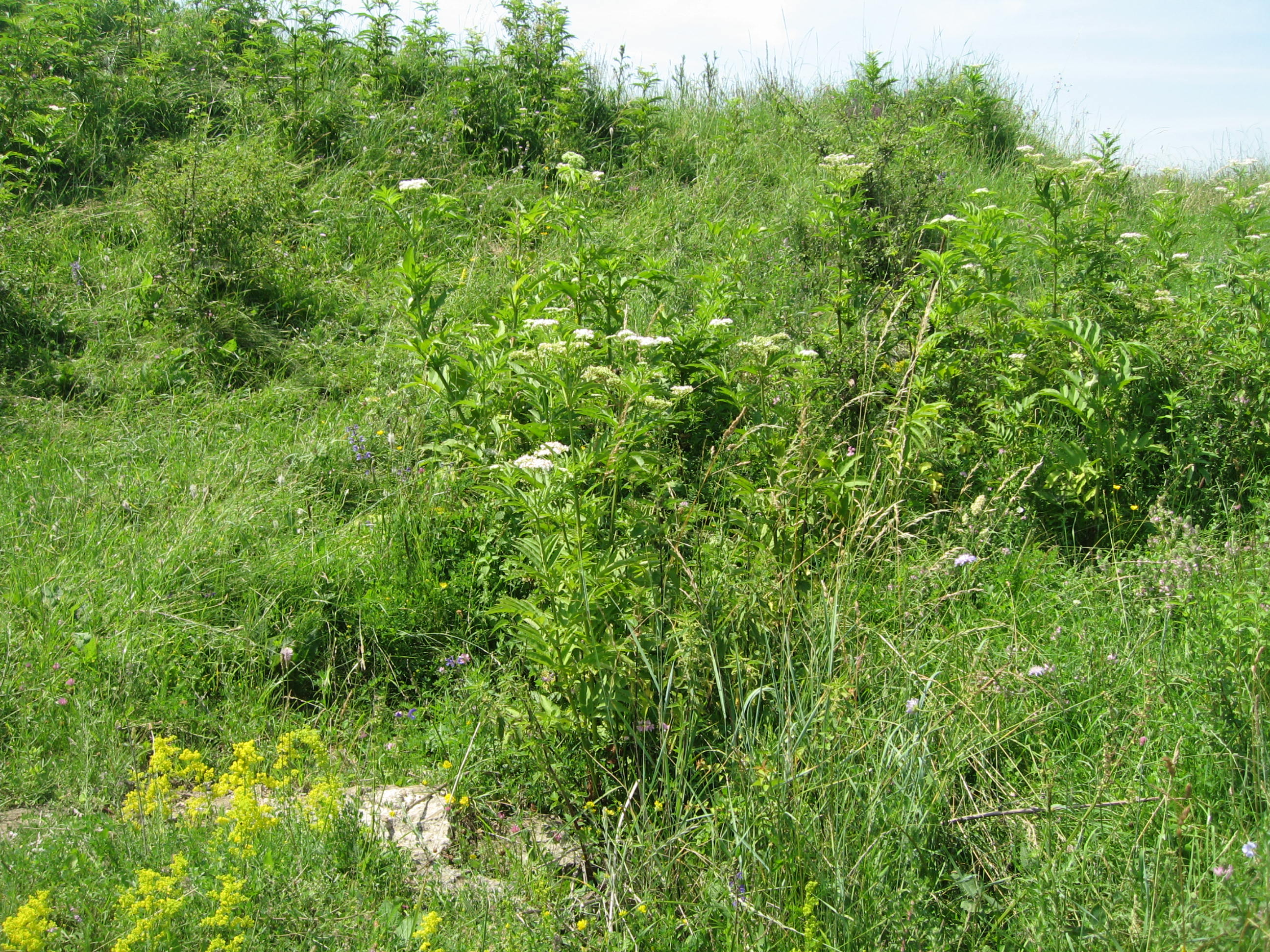
Resturi de zid
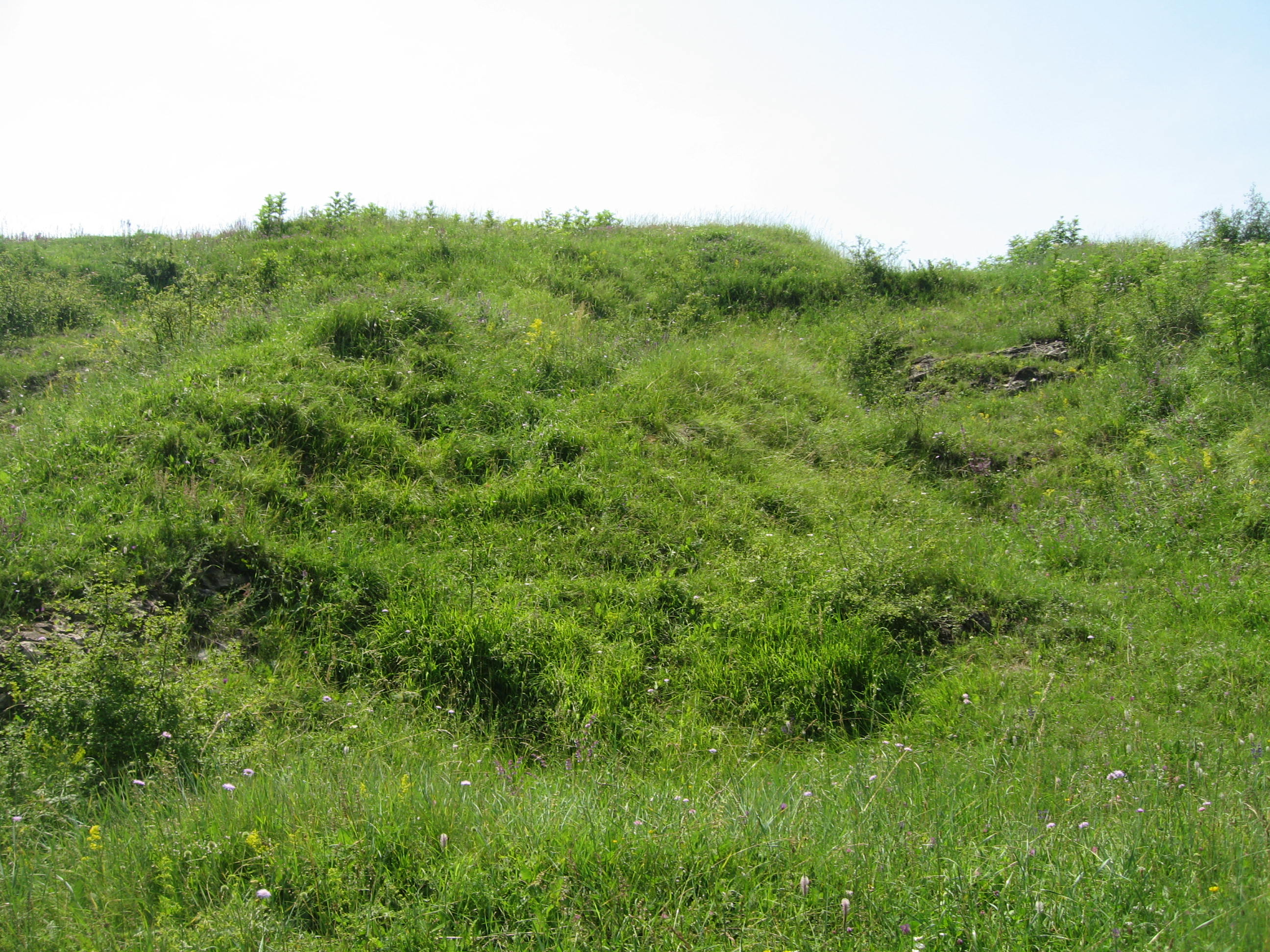
Resturi de zid